# Motore FIRE
Il FIRE (acronimo di Fully integrated robotized engine) è un motore 4 tempi alimentato a benzina con 4 cilindri in linea verticale e distribuzione ad asse a camme in testa a 8 (monoalbero) o 16 valvole (bialbero) a disposizione trasversale anteriore. Progettato a Torino, viene prodotto a partire dal 1985 da Fiat Auto e montato per la prima volta sulla Autobianchi Y10.
Dopo vari aggiornamenti ed evoluzioni, l'ultimo esemplare dell'originale FIRE aspirato dalla cilindrata di 1242 cm³ 4 cilindri a 8 valvole è stato prodotto nell'impianto di Termoli il 16 giugno 2025, cedendo definitivamente il posto alla successiva famiglia di motori benzina FireFly. Altre versioni del motore, come la 1.4 con testata a 8 e 16 valvole, sono ancora in produzione, così come le versioni destinate ai mercati sudamericani, dove il FIRE è utilizzato da alcune autovetture che vengono prodotte localmente.

## Storia e caratteristiche

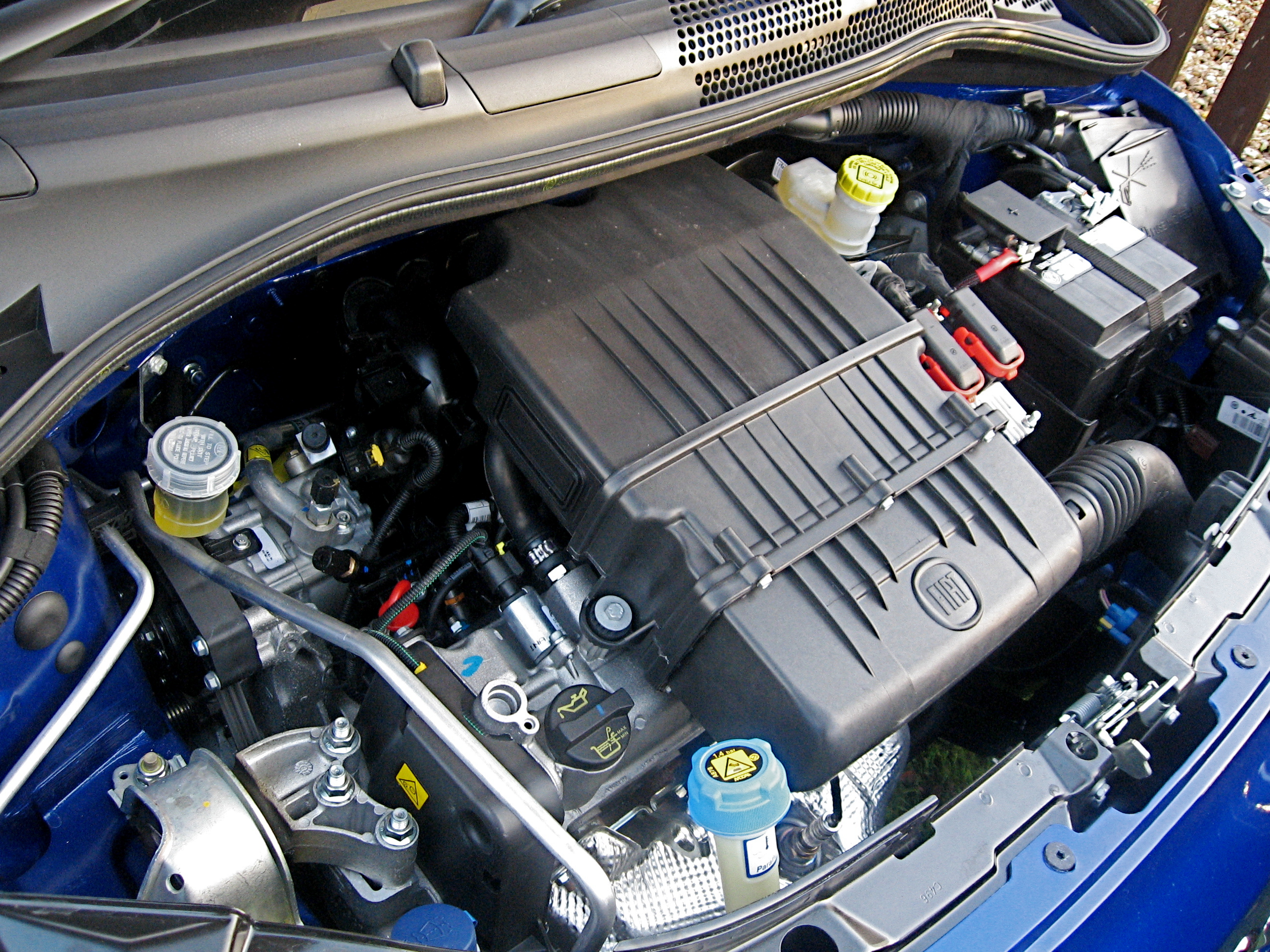
Una recente applicazione del motore FIRE 1.2, su una Fiat 500

I motori FIRE furono inizialmente studiati in joint venture con PSA che poi non ne sviluppò la produzione per le difficoltà economiche in cui versava il gruppo francese all'inizio degli anni 80. Fiat decise così di produrre autonomamente il motore FIRE. La nascita del propulsore ha una data ben precisa: 30 marzo 1985. Quel giorno il presidente Fiat Gianni Agnelli e il Presidente della Repubblica Sandro Pertini inaugurarono la terza ala dello stabilimento di Termoli che avrebbe prodotto in Italia quello che sarebbe diventato uno dei più importanti motori della casa torinese. Essi cominciano a rimpiazzare i vecchi motori ad aste e bilancieri Fiat, denominati "serie 100", da metà degli anni ottanta, debuttando nel 1985 a bordo della Autobianchi Y10 prima serie, erede della A112.

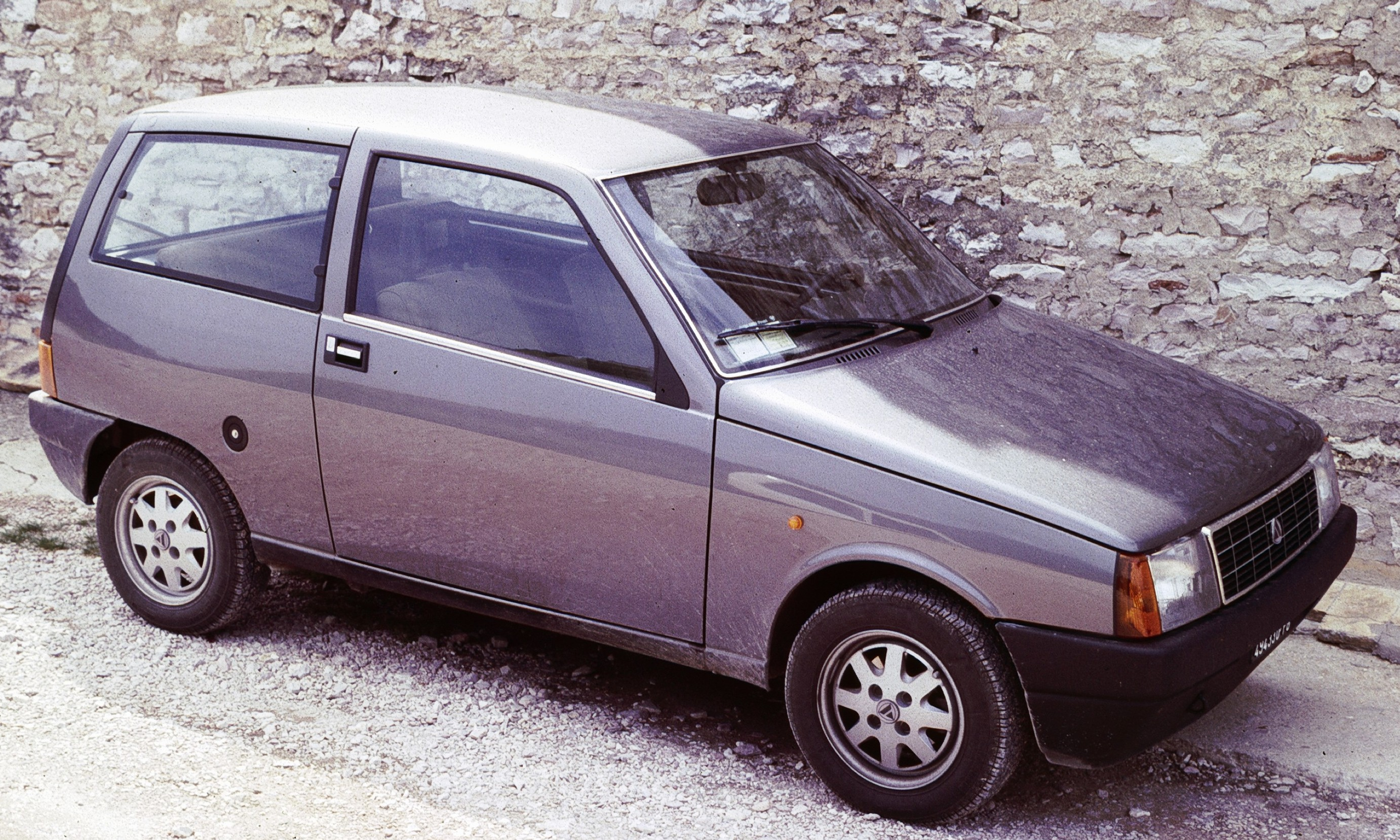
Un'Autobianchi Y10 prima serie, la prima autovettura del gruppo FIAT a montare il motore Fire.

Il progetto, il cui design dell'aspetto esteriore fu curato da Rodolfo Bonetto è rivoluzionario: abbracciando la logica dell'integrazione, il numero di componenti era inferiore di 65 rispetto alla "serie 100", a beneficio della riduzione di peso e della facilità costruttiva. Stefano Iacoponi fu invece il responsabile della progettazione.
Per la prima volta in Fiat il team di sviluppo fu costituito dai progettisti e ingegneri motoristi, dagli ingegneri e tecnici dell'assemblaggio e dal Centro Stile Fiat. Lo scopo era quello di realizzare un motore che seguisse i concetti del project for automatic assembly e che dovesse inoltre risultare esteticamente gradevole.
Questo motore a benzina rispetto ai precedenti era più semplice, affidabile e meno costoso: infatti consumava il 15% in meno rispetto al motore da 903 cm³ della Serie 100 a parità di prestazioni. I motivi principali erano i minori attriti interni per via della qualità delle lavorazioni e il minor numero di componenti in movimento: tutto ciò ha portato all'ottimizzazione della combustione, per la prima volta studiata e perfezionata in un motore di piccola cilindrata. Questo permise di andare su soluzioni di combustione magra con rapporto stechiometrico superiore al rapporto canonico di 14,7:1.
La filosofia costruttiva lasciava il basamento in ghisa e la testa in lega leggera. Ma lo studio strutturale con l'ausilio dei sistemi CAD/CAE permise di ottenere una fusione a pareti sottili e ricavare un peso totale del motore di soli 69 kg contro i 78 kg del 903, che pure seguiva la stessa filosofia costruttiva del monoblocco in ghisa e testa in alluminio.
Da specificare un altro vantaggio dei motori FIRE: anche in caso di rottura della cinghia di distribuzione non si riportava nessun danno né alle valvole né al pistone, perché l'apertura massima delle valvole faceva in modo che, comunque, non raggiungessero il cielo del pistone, quando questo era al suo PMS (punto morto superiore).
I primi motori erano alimentati a carburatore; l'iniezione fa la sua comparsa in Italia nel 1989, mentre in Svizzera e in altri mercati europei era già in uso precedentemente a causa di normative antinquinamento più rigide.

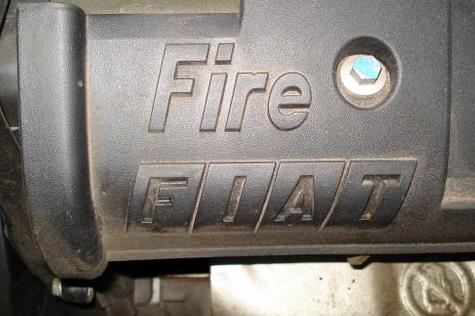
Logo di un motore Fire per il mercato sudamericano

La prima versione del motore, dalla cilindrata di 999 cm³, pur mantenendo la stessa potenza del suo predecessore di 903 cm³, appartenente alla famiglia Serie 100, ne migliorava la coppia motrice, i consumi e la rumorosità. L'adozione dell'albero a camme in testa e l'accensione elettronica riduceva drasticamente gli interventi di manutenzione. Lo spinterogeno calettato direttamente sull'albero a camme ha permesso di eliminare i rinvii a vantaggio di leggerezza, semplicità progettuale e realizzazione: i tempi necessari per assemblare un motore FIRE scesero a 2 ore contro le 4 necessarie per il predecessore. La pompa dell'olio direttamente inserita sull'albero a gomiti seguiva la stessa filosofia dello spinterogeno.
Fu montato per la prima volta sulla Autobianchi Y10 e subito dopo sulla Fiat Uno 45 intorno al 1985, mentre l'anno seguente esordisce il 769 cm³ che fu montato sulla Panda.
Da sottolineare che il passaggio dal 903 al 999 cm³ ha significato un netto miglioramento a livelli di rendimento del propulsore stesso, ovvero, a parità di potenza sono migliorati tutti gli aspetti a esso collegati: più coppia, più leggerezza, manutenzione ridotta, ma soprattutto minori consumi.
Nel 1985 il motore FIRE 1000 (999 cm³) nacque come motore di piccola cilindrata, capace però di un'elevata potenza; nella fase iniziale di sviluppo era capace di 70 cavalli per litro, ma dato che al tempo serviva un motore da 45 CV, venne limitato a tale potenza, come confermato da Stefano Iacoponi. Venne esposta una versione accreditata di 80 CV a 7500 giri/min. non montata su autoveicoli, che non ebbe seguito produttivo.
Dal FIRE 1000 derivarono dapprima il 1108 cm³, poi il 1242 cm³ in uso, oltre che su svariati modelli Fiat e Lancia, anche sotto i cofani della seconda generazione della Ford Ka. Il più grande motore aspirato derivato dal FIRE è il 1368 cm³ in uso su modelli Fiat, Alfa Romeo e Lancia, dal 2009 disponibile anche con sistema di aspirazione Multiair.
Nel 1992, per contribuire a rispettare la normativa antinquinamento Euro 1, le versioni con il carburatore vennero sostituite con le versioni a iniezione single point (SPI), e iniezione multi point (MPI). Poiché il motore FIRE era stato originariamente concepito per funzionare "a combustione magra", l'obbligo del catalizzatore e quindi il conseguente utilizzo del rapporto aria-benzina stechiometrico limitò il rendimento del propulsore, snaturandone il funzionamento. I valori di coppia e potenza subirono così un decremento, mentre il consumo di carburante aumentò.

Tuttavia, nel giro di qualche anno, la Fiat mise a punto aggiornamenti via via più efficaci, ripensando il funzionamento del propulsore nell'ottica delle nuove normative. Così il motore FIRE, anche grazie all'efficacia del progetto iniziale, diede vita a nuove versioni sempre più performanti e all'avanguardia.

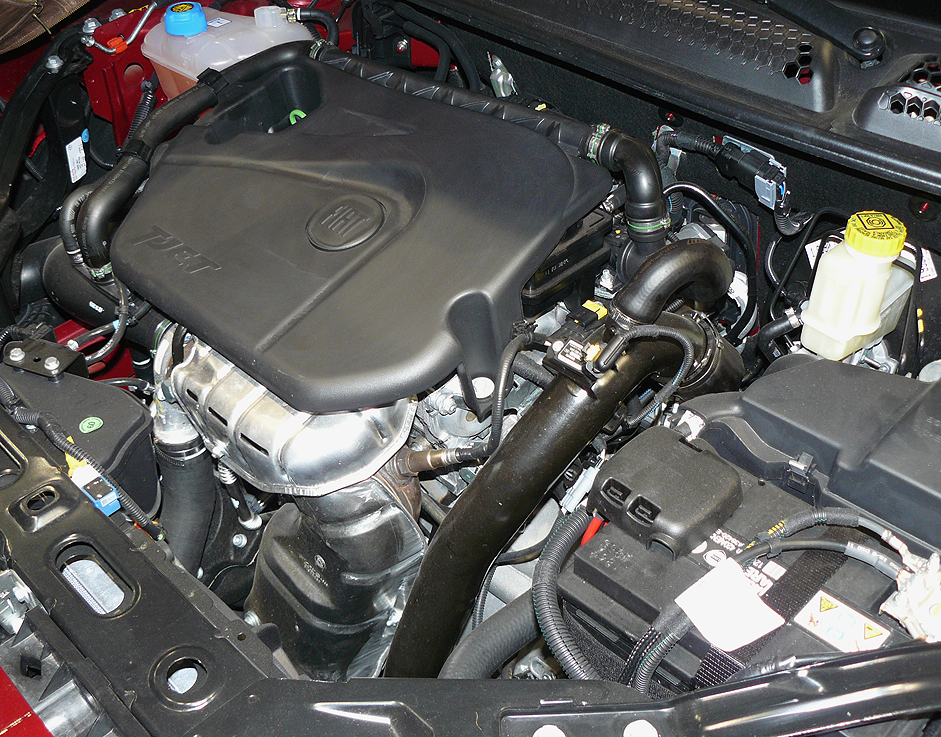
Il motore 1.4 FIRE T-Jet

Infatti, nel 1997 su Lancia Y debuttò l'evoluzione plurivalvole chiamata Super-FIRE, nella versione 1242 cm³ da 86 cavalli, con testata 16 valvole e due alberi a camme in testa, e iniezione multi-point semi-sequenziale (SMPI). Debutterà poi nel 2003 la versione da 1368 cm³, disponibile prima nella sola versione Super-FIRE da 95 cavalli a bordo del restyling della seconda serie Punto, poi anche nella più semplice versione 8 valvole da 77 cavalli per la Grande Punto a partire dal 2005. Sempre nella Grande Punto, è stato introdotto il FIRE 1.2 in versione da 65 cavalli.
Nel 2006 è stata presentata sulla Fiat Grande Punto la versione StarJet del FIRE, un 1.4 16 valvole da 95 cavalli munito di EGR, PDA e VVT. 1.4 Nel 2007, con la presentazione della nuova Fiat Bravo, è stato presentato il FIRE 1.4 in versione sovralimentata grazie al turbocompressore (T-Jet), montato in seguito su altre vetture del gruppo Fiat, in particolare sulle Grande Punto e sulle Abarth 500. Il più potente motore FIRE prodotto per applicazioni stradali ha raggiunto la potenza massima di 190 cavalli sotto il cofano della Abarth 500 in versione "695 Biposto". Ed è proprio il 1.4 FIRE nelle sue varie declinazioni il primo motore della famiglia ad approdare negli Stati Uniti d'America a partire dal 2010.
Sempre nel 2007 appare la versione VVT da 69 cavalli del FIRE 1.2 sotto il cofano della FIAT 500, che con l'avvento delle normative Euro 5 soppianterà le versioni da 60 e da 65 CV (non dotate di fasatura variabile delle valvole) fino ad allora esistenti.
I motori FIRE sono, inoltre, i primi motori a essere dotati del sistema di controllo dell'apertura delle valvole MultiAir, che ha fatto il suo debutto nel 2009 sotto i cofani delle utilitarie Alfa Romeo MiTo e Fiat Punto Evo.
Tale famiglia di motori, a partire dal 2016 nel mercato sudamericano e dal 2018 in quello europeo e nordamericano, ha cominciato a essere sostituita dalla nuova famiglia FireFly.

## Lista di motori FIRE in ordine di cilindrata
- 769 cm³ 8v (dal 1986 al 1992)
- 999 cm³ 8v (dal 1985 al 1992)
- 999 cm³ 8v SPI (dal 1987 al 2002)

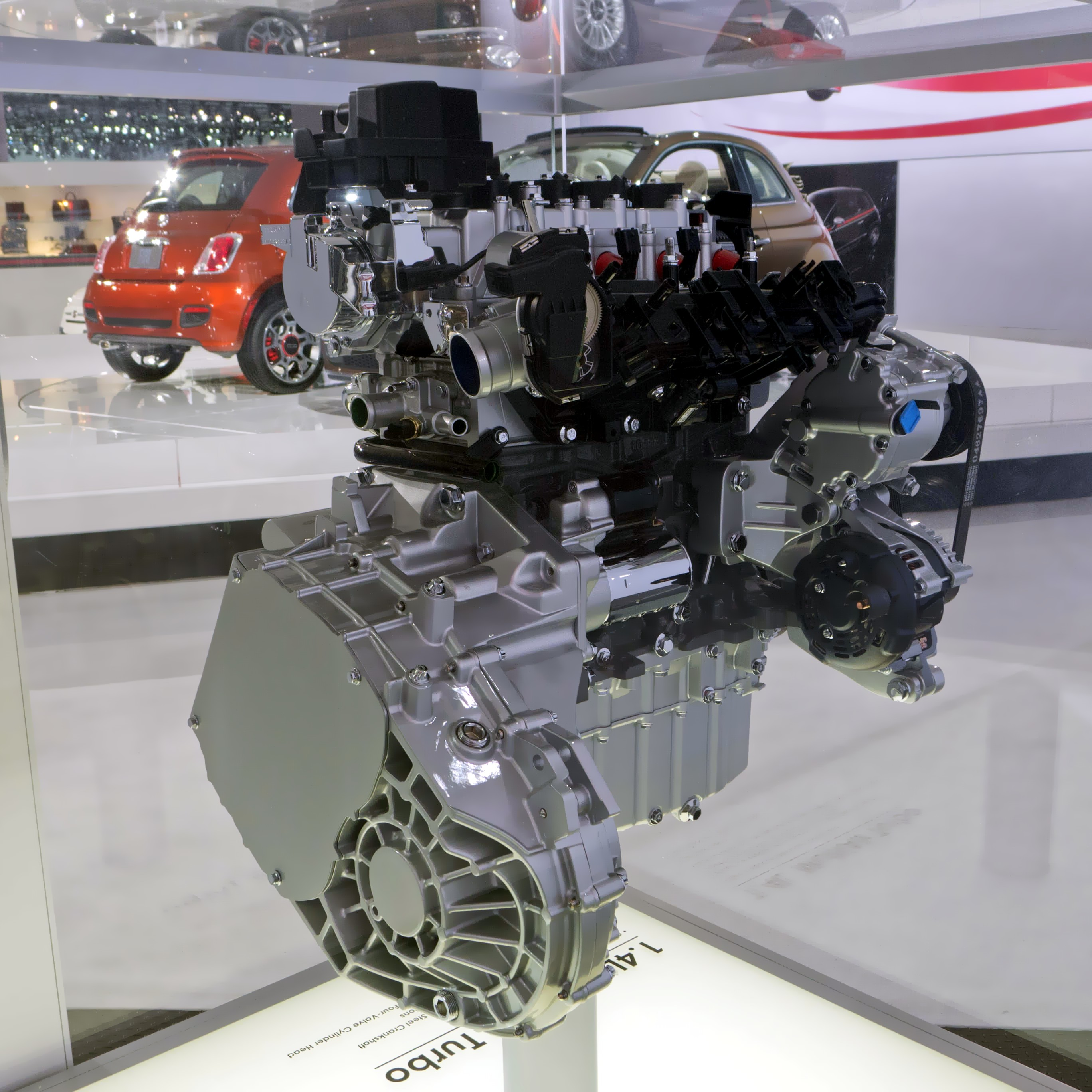
Un motore 1.4 Multiair, basato sul motore 1.4 FIRE

- 999 cm³ 8v SMPI (dal 2001 al 2006, solo in Brasile)
- 999 cm³ 16v SMPI (dal 2001 al 2003, solo in Brasile)
- 999 cm³ 8v SMPI flex-fuel (dal 2005, solo in Brasile)
- 1108 cm³ 8v (dal 1989 al 1993)
- 1108 cm³ 8v SPI (dal 1993 al 2000)
- 1108 cm³ 8v SMPI (dal 2001 al 2010 sostituito dal 1242 omologato Euro 5)
- 1242 cm³ 8v SPI (dal 1993 al 2000)
- 1242 cm³ 8v MPI (dal 1993 al 1999)
- 1242 cm³ 8v SMPI (dal 1993 al 2009)
- 1242 cm³ 8v SMPI VVT (dal 2007 al 2020)
- 1242 cm³ 16v SMPI (dal 1997 al 2009)
- 1368 cm³ 8v SMPI (dal 2005, ancora in produzione)
- 1368 cm³ 8v SMPI VVT (dal 2005, ancora in produzione)
- 1368 cm³ 8v flex-fuel (dal 2005, solo in Brasile)
- 1368 cm³ 16v SMPI (dal 2003, ancora in produzione)
- 1368 cm³ 16v SMPI VVT-PDA (Starjet, dal 2005, ancora in produzione)
- 1368 cm³ 16v SMPI T-JET (dal 2007, ancora in produzione)
- 1368 cm³ 16v SMPI MultiAir (dal 2009, ancora in produzione)
- 1368 cm³ 16v SMPI MultiAir Turbo (dal 2009, ancora in produzione)

## I motori FIRE nel dettaglio

### FIRE 750

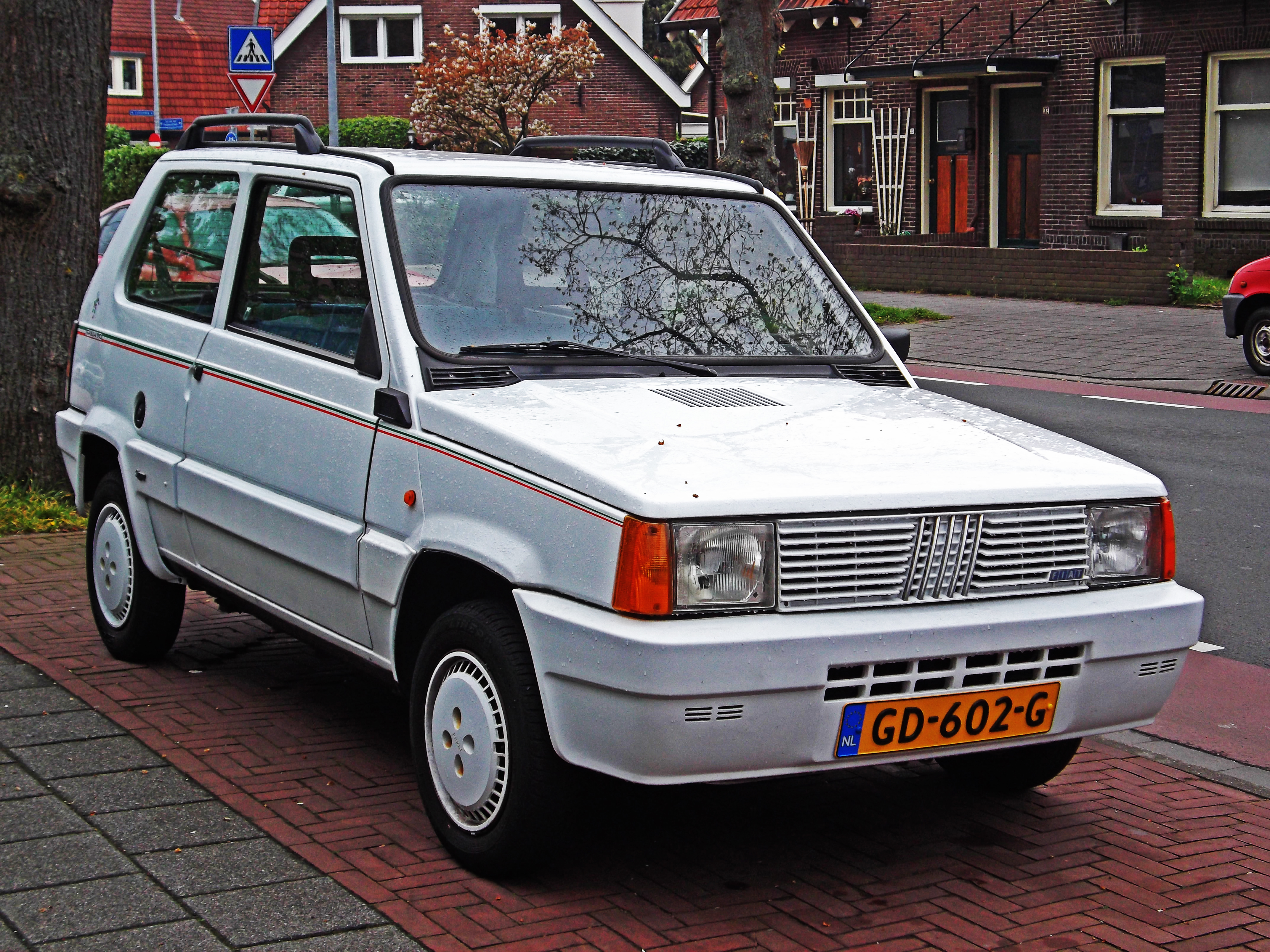
Una Panda 750 S Italia '90, tipica applicazione del motore FIRE da 769 cm³

Il più piccolo (per cilindrata) dei motori FIRE è il motore FIRE 750, le cui caratteristiche generali sono:
- alesaggio e corsa: 65x58 mm
- cilindrata: 769,85 cm³

Questo motore, che era dotato di alimentazione a carburatore, debuttò nel 1986 sotto il cofano della Panda e uscì di produzione alla fine del 1992 in seguito alla decisione della casa di non omologarlo per le normative Euro 1. Unica applicazione di questo motore è proprio la Fiat Panda prima serie, che ne fece uso dal 1986 al 1992. Questo motore è stato reso disponibile anche in una versione a iniezione elettronica single point, che era stata utilizzata dalla Fiat Panda 750 Europa CL dal 1989 al 1991, che differisce rispetto alla versione a carburatori del motore esclusivamente per l'iniettore single point.
Per quanto siano di pari cilindrata, il motore FIRE 750 e il motore della Panda 750 Young non hanno nulla in comune, essendo quest'ultimo basato sul vecchio motore FIAT 100 ad aste e bilancieri in versione da 903 cm³ , montato, tra l'altro, proprio sui primi modelli della Panda del 1980, ossia quelli prodotti dal 1980 al 1986, anno del restyling.
| Motore FIRE 750 |                                   |                          |                |               |                           |                                                                                        |                    |
| Variante        | Alimentazione                     | Rapporto di compressione | Potenza CV/rpm | Coppia Nm/rpm | Normativa antinquinamento | Applicazioni                                                                           | Anni di produzione |
| FIRE 750        | Carburatore monocorpo             | 9,4:1                    | 34/5250        | 56,9/3000     | Euro 0                    | Fiat Panda 750, versioni L-CL-S (1986-1991) e, successivamente, base e CLX (1991-1992) | 1986-92            |
| FIRE 750 i.e.   | Iniezione elettronica singlepoint | 9,4:1                    | 34/5250        | 56,9/3000     | Euro 0                    | Fiat Panda 750 Europa CL (1989-91)                                                     | 1989-91            |

### FIRE 1000
Il motore FIRE 1000 è il primo dei motori FIRE a essere lanciato sul mercato (nel 1985, sotto il cofano dell'Autobianchi Y10) e anche il più longevo. Le caratteristiche generali sono:
- alesaggio e corsa: 70x64,9 mm
- cilindrata: 999 cm³

Del FIRE 1000 vennero prodotte due versioni: una versione a 8 valvole (1985-oggi), utilizzata sia in Europa che in Sud America, e una versione a 16 valvole (2001-2003), che è stata utilizzata esclusivamente su modelli per l'America Latina.

#### Motore FIRE 1000 8V
Questo motore, che inizialmente era dotato di alimentazione a carburatore, debuttò in Europa nel 1985 sotto il cofano della Y10 e fu poi installato sulle Uno e sulle Panda fino ai primi anni 2000. Nel 2001 debuttò nel mercato sudamericano, dove è ancora prodotto.
In Europa

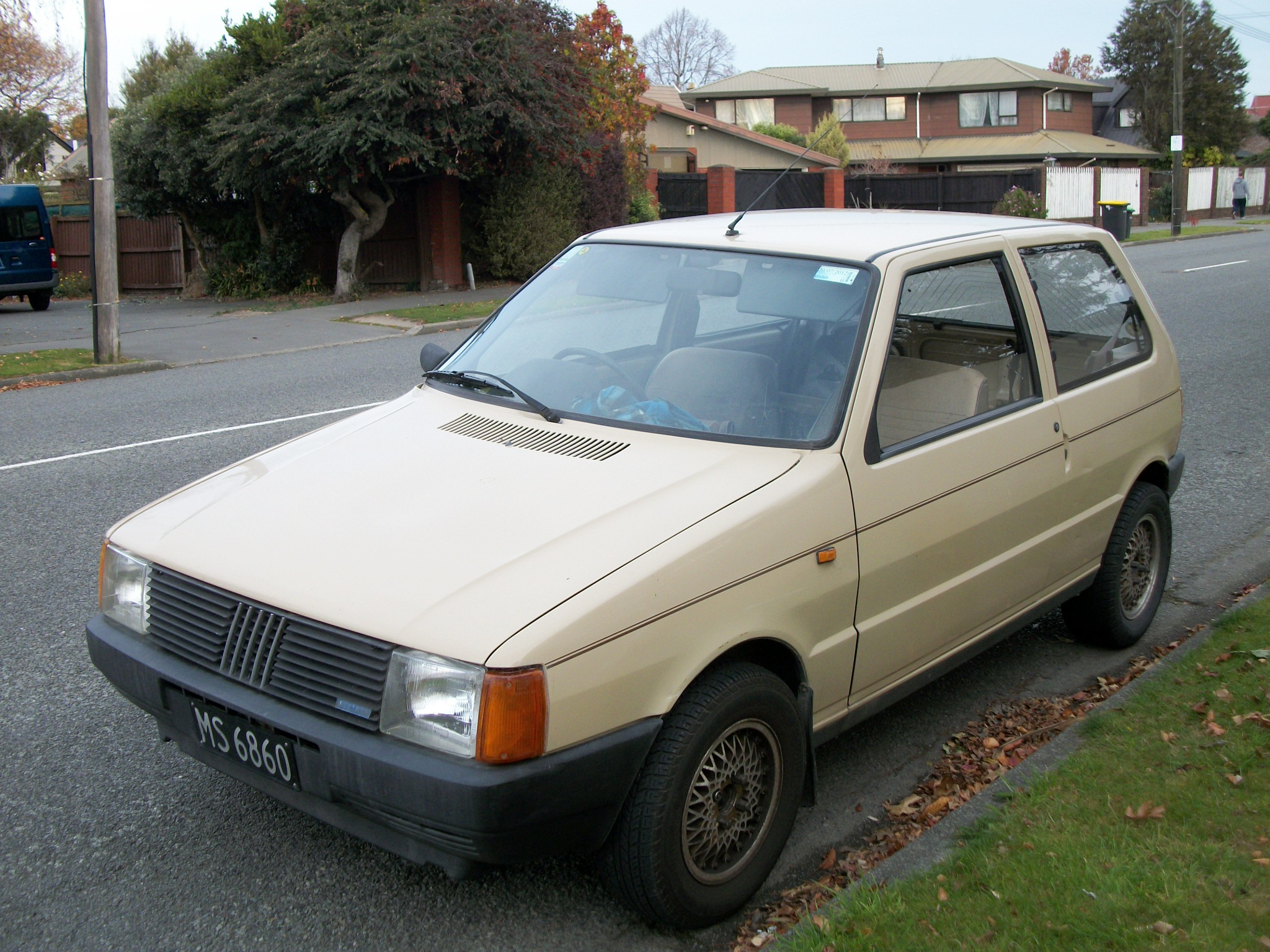
Una Fiat Uno FIRE, modello importante motorizzato dal FIRE 8V da 999 cm³

Il 1000 FIRE 8V fu prodotto in Europa fino ai primi anni 2000 in versioni a carburatore (1985-1992) e a iniezione elettronica SPI (1987-2002). La versione a carburatore del 1000 FIRE era dotata di un carburatore Weber 32 TFL/250 (lo stesso già montato dal motore 750 FIRE), mentre la versione a iniezione elettronica single point (SPI) è dotata di un iniettore Weber. Nel 1989 il motore 1000 Fire 8V vide la predisposizione all'uso delle nuove benzine senza piombo, e pertanto la coppia massima si riduce a 78 Nm a 2750 giri (invece di 80 Nm a 2750 giri) e il rapporto di compressione passa da 9,8 a 9,5, così come è importante da segnalare l'adozione di una diversa taratura dell'anticipo di accensione. Il tutto causa, però, una leggera perdita di prestazioni e gradevolezza alla guida rispetto al motore precedente.
Il motore 1.0 FIRE 8V a carburatore è stato montato su:
- Autobianchi Y10 Fire-Fire LX-Missoni-FILA (1985-1992);
- Fiat Uno 45-45S-45SX-45 Fire-45 Fire Rap (1985-1992);
- Fiat Panda 1000 (1986-1992);
- Autobianchi Y10 4X4 (versione da 50 CV, 1986-1989);
- Fiat Panda 4X4 (versione da 50 CV, 1986-1992).

Del seguente motore è stata prodotta una versione adattata per l'uso di benzine senza piombo, montata su Autobianchi Y10 e Fiat Uno dal 1989 al 1992.
La versione a iniezione del seguente motore ha esordito nel 1987 è stata montata da:
- Autobianchi Y10 Fire (versioni Europa, 1987-1992);
- Fiat Panda 1000 Fire (versioni Europa CL, 1987-1992);
- Fiat Panda 4X4 (versioni Europa, 1987-1992);
- Fiat Uno 45 Fire (versioni Europa, 1987-1992).

Ed infine la versione a iniezione e catalizzata, che ha debuttato nel 1991, è stata montata da:
- Fiat Panda 1000 (versioni L, CL, CLX, Cafè, Europa L dal 1991 al 1994);
- Fiat Panda 4x4 (versioni 4x4, 4x4 CLX e 4x4 Trekking, dal 1991 al 1994);
- Fiat Uno 1.0 i.e. cat (versioni S, Fire, Hobby, Rap Up, dal 1991 al 1994).

| Motore FIRE 1000 8V (Europa)           |                        |                          |                |               |                           | |                    |
| Variante                               | Alimentazione          | Rapporto di compressione | Potenza CV/rpm | Coppia Nm/rpm | Normativa antinquinamento | Applicazioni | Anni di produzione |
| FIRE 1000 (benzina con piombo)         | Carburatore monocorpo  | 9,8:1                    | 45/5000        | 80.4/2750     | Euro 0                    | Autobianchi Y10 Fire, Missioni e Fire LX (1985-1989), Fiat Uno (versioni 45, 1986-1992), Fiat Panda (versioni 1000, 1986-1982)               | 1985-92            |
| FIRE 1000 (benzina con o senza piombo) | Carburatore monocorpo  | 9,5:1                    | 45/5000        | 78/2750       | Euro 0                    | Autobianchi Y10 Fire e Mia (1989-1992), Fiat Uno (versioni 45, Fire, SX, Hobby 1989-1992)                                                    | 1989-92            |
| FIRE 1000 4X4                          | Carburatore monocorpo  | 9,8:1                    | 50/5500        | 77/3000       | Euro 0                    | Fiat Panda 4X4 e Autobianchi Y10 4X4 | 1986-92            |
| FIRE 1000 i.e                          | Iniettore single point | 9,8:1                    | 44/5000        | 76/2750       | Euro 0                    | Fiat Panda 1000 (versioni Europa CL, 1987-1992), Autobianchi Y10 Fire (versioni Europa, 1989-1992), Fiat Uno (versioni 45 Europa, 1988-1992) | 1987-92            |
| FIRE 1000 i.e 4X4                      | Iniettore single point | 9,8:1                    | 44/5000        | 76/2750       | Euro 0                    | Fiat Panda 1000 (versioni Europa 4X4, 1987-1992)                                                                                             | 1987-92            |
| FIRE 1000 i.e cat                      | Iniettore single point | 9,5:1                    | 45/5000        | 76/2750       | Euro 1                    | Fiat Panda 1000 (versioni L, Europa L, CL, CLX, Cafè), Fiat Uno 1.0 i.e. (versioni S, Fire, Hobby, Rap Up)                                   | 1991-94            |
| FIRE 1000 i.e cat 4X4                  | Iniettore single point | 9,5:1                    | 45/5250        | 76/2750       | Euro 1                    | Fiat Panda 1000 (versioni 4x4, 4x4 CLX e 4x4 Trekking)                                                                                       | 1991-94            |

Nonostante sia stato gradualmente abbandonato dal 1994, venendo sostituito dal più potente motore FIRE da 1.1 litri, esso è stato montato fino al 1998 sulle Panda Van e Cityvan, raggiungendo l'omologazione Euro 2, mentre in Polonia è stato montato sulle Uno prodotte in loco fino al 2002.
In Sud America

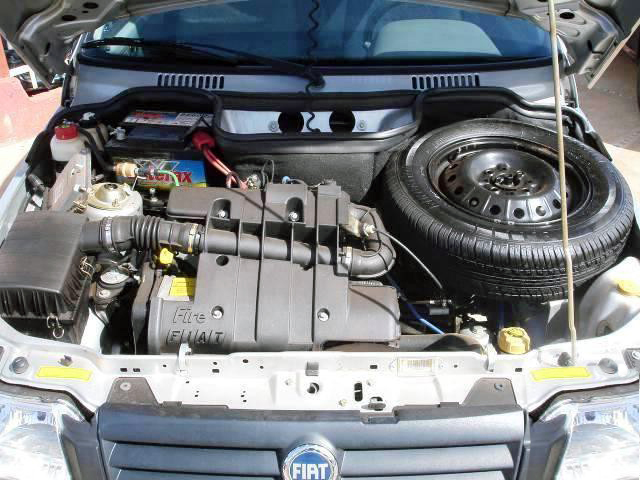
Il motore 1.0 FIRE FLEX, specifico per il mercato brasiliano, sotto il cofano di una Mille.

Il motore 1000 FIRE da otto valvole debuttò nei mercati sudamericani (in particolare, nel mercato brasiliano) all'inizio del 2001 per sostituire gli ormai obsoleti motori FIASA, risalenti ai lontani anni Settanta. Le prime automobili a riceverlo furono la vecchia Fiat Mille, la Palio e la sua versione a tre volumi, la Siena. Il motore è poi stato montato fino a oggi su altri modelli. Ad oggi, infatti, è usato dalle citycar Fiat Mobi e Fiat Uno e dalla piccola berlina tre volumi Fiat Grand Siena.
Principale caratteristica di questo motore è l'iniezione multipoint fasata (SMPI), che sostituisce l'iniezione single point (SPI) usata nei motori europei. Per il mercato brasiliano, questo motore è declinato in una versione flex-fuel dalla metà degli anni 2000, che funziona sia a etanolo che a benzina.
Dal 2016 questo motore viene gradualmente sostituito dal nuovo Firefly a tre cilindri, sempre da 1 litro di cilindrata, a partire dall'utilitaria Uno (dove però viene reintrodotto nel 2018).
Le principali caratteristiche e applicazioni del motore in questione sono le seguenti:
| Motore 1.0 FIRE 8V sudamericano |                             |                          |                                       |                                       |                               |                                 |
| Variante                        | Alimentazione               | Rapporto di compressione | Potenza CV/rpm                        | Coppia Nm/rpm                         | Applicazioni                  | Anni di produzione              |
| FIRE 1.0 8V 55                  | Iniezione multipoint fasata | 9,5:1                    | 55/5500                               | 85/2500                               | Fiat Palio 1.0 8V             | 2001-2003                       |
| FIRE 1.0 8V 55                  | Iniezione multipoint fasata | 9,5:1                    | 55/5500                               | 85/2500                               | Fiat Siena 1.0 8V             | 2001-2003                       |
| FIRE 1.0 8V 55                  | Iniezione multipoint fasata | 9,5:1                    | 55/5500                               | 85/2500                               | Fiat Mille Fire               | 2001-2006                       |
| FIRE 1.0 8V 65                  | Iniezione multipoint fasata | 10,8:1                   | 65/6250                               | 91/3000                               | Fiat Palio 1.0 8V             | 2003-2005                       |
| FIRE 1.0 8V 65                  | Iniezione multipoint fasata | 10,8:1                   | 65/6250                               | 91/3000                               | Fiat Siena 1.0 8V             | 2003-2005                       |
| FIRE 1.0 FLEX                   | Iniezione multipoint fasata | 11,65:1                  | 65/6000 (benzina) - 66/6000 (etanolo) | 91/2500 (benzina) - 92/2500 (etanolo) | Fiat Palio 1.0 FLEX           | 2005-2009                       |
| FIRE 1.0 FLEX                   | Iniezione multipoint fasata | 11,65:1                  | 65/6000 (benzina) - 66/6000 (etanolo) | 91/2500 (benzina) - 92/2500 (etanolo) | Fiat Siena 1.0 FLEX           | 2005-2009                       |
| FIRE 1.0 FLEX                   | Iniezione multipoint fasata | 11,65:1                  | 65/6000 (benzina) - 66/6000 (etanolo) | 91/2500 (benzina) - 92/2500 (etanolo) | Fiat Mille 1.0 FLEX           | 2005-2013                       |
| FIRE 1.0 EVO FLEX               | Iniezione multipoint fasata | 12,15:1                  | 75/6250 (etanolo) - 73/6250 (etanolo) | 99/3850 (etanolo) - 95/3850 (etanolo) | Fiat Palio Economy 1.0 FLEX   | 2009-2014                       |
| FIRE 1.0 EVO FLEX               | Iniezione multipoint fasata | 12,15:1                  | 75/6250 (etanolo) - 73/6250 (etanolo) | 99/3850 (etanolo) - 95/3850 (etanolo) | Fiat Palio Fire 1.0 FLEX      | 2014-2016                       |
| FIRE 1.0 EVO FLEX               | Iniezione multipoint fasata | 12,15:1                  | 75/6250 (etanolo) - 73/6250 (etanolo) | 99/3850 (etanolo) - 95/3850 (etanolo) | Fiat Siena 1.0 FLEX           | 2009-2012                       |
| FIRE 1.0 EVO FLEX               | Iniezione multipoint fasata | 12,15:1                  | 75/6250 (etanolo) - 73/6250 (etanolo) | 99/3850 (etanolo) - 95/3850 (etanolo) | Fiat Siena EL 1.0 FLEX        | 2012-2016                       |
| FIRE 1.0 EVO FLEX               | Iniezione multipoint fasata | 12,15:1                  | 75/6250 (etanolo) - 73/6250 (etanolo) | 99/3850 (etanolo) - 95/3850 (etanolo) | Fiat Grand Siena 1.0 FLEX EVO | 2016-                           |
| FIRE 1.0 EVO FLEX               | Iniezione multipoint fasata | 12,15:1                  | 75/6250 (etanolo) - 73/6250 (etanolo) | 99/3850 (etanolo) - 95/3850 (etanolo) | Fiat Palio II 1.0 FLEX EVO    | 2011-2017                       |
| FIRE 1.0 EVO FLEX               | Iniezione multipoint fasata | 12,15:1                  | 75/6250 (etanolo) - 73/6250 (etanolo) | 99/3850 (etanolo) - 95/3850 (etanolo) | Fiat Uno 1.0 FLEX EVO         | 2010-2016 e nuovamente dal 2018 |
| FIRE 1.0 EVO FLEX               | Iniezione multipoint fasata | 12,15:1                  | 75/6250 (etanolo) - 73/6250 (etanolo) | 99/3850 (etanolo) - 95/3850 (etanolo) | Fiat Mobi 1.0 FLEX EVO        | 2016-                           |

#### Motore 1.0 FIRE 16V
Nel 2001, in concomitanza con il debutto dei motori 1.0 FIRE 8V, debutta anche una versione a 16 valvole dello stesso motore, che verrà montata sull'utilitaria Fiat Palio (anche in versione wagon, nota come Weekend) e sulla sua versione a tre volumi, la Fiat Siena. Il motore ha, però, vita breve: già a fine 2003, con il secondo restyling delle due vetture, esce di produzione, venendo sostituito dai più grandi 1.3 (in Europa noti come 1.2) FIRE da 8 valvole. Nella tabella vi sono le caratteristiche e le versioni del motore.
| Motore 1.0 FIRE 16V |                             |                          |                |               |                            |                    |
| Variante            | Alimentazione               | Rapporto di compressione | Potenza CV/rpm | Coppia Nm/rpm | Applicazioni               | Anni di produzione |
| FIRE 1.0 16V        | Iniezione multipoint fasata | 10,2:1                   | 70/5750        | 96/4000       | Fiat Palio 1.0 16V         | 2001-2003          |
| FIRE 1.0 16V        | Iniezione multipoint fasata | 10,2:1                   | 70/5750        | 96/4000       | Fiat Palio Weekend 1.0 16V | 2001-2003          |
| FIRE 1.0 16V        | Iniezione multipoint fasata | 10,2:1                   | 70/5750        | 96/4000       | Fiat Siena 1.0 16V         | 2001-2003          |

### Motore FIRE 1.1

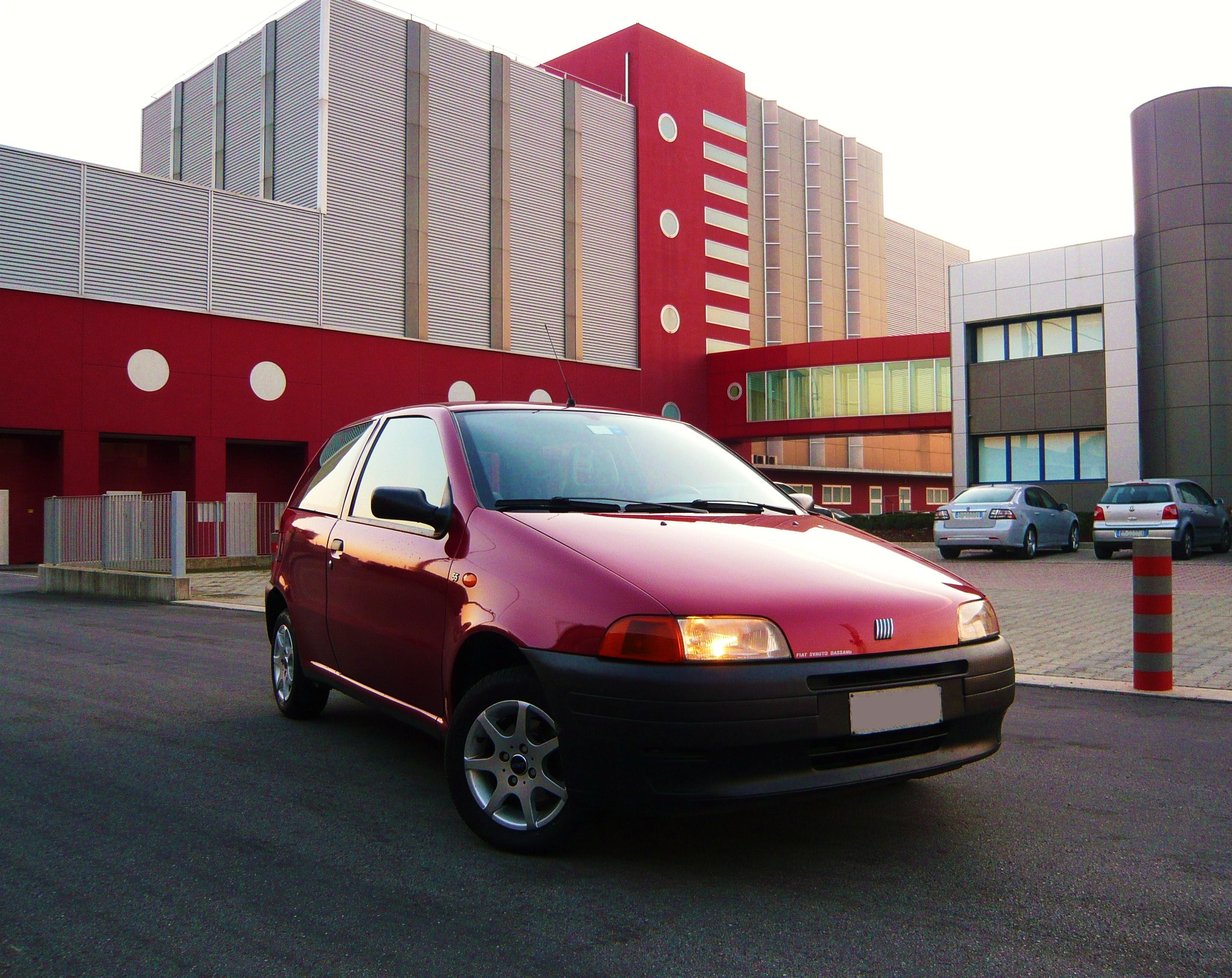
La Fiat Punto 55 è una delle più celebri applicazioni del motore FIRE 1.1

Il motore FIRE da 1.1 litri è il primo motore della famiglia FIRE a superare il litro di cilindrata. Ha esordito nel 1988 sotto il cofano della Fiat Tipo in versione a carburatore, per poi essere montato su tutta la gamma di citycar e utilitarie del gruppo torinese negli anni '90 e 2000, arrivando a essere alimentato a iniezione prima single point, poi multi point. A partire dal 1999, anno di lancio della seconda generazione della Fiat Punto, questo motore viene relegato solo alle citycar del gruppo, e nel 2010, ormai arrivato alle normative Euro 4 e alimentato con iniezione multi point, esce di produzione non volendo FIAT adeguarlo alle più stringenti normative Euro 5. È stato sostituito dal più grande 1.2 FIRE 8V nel frattempo arrivato a 69 CV. Questo motore è stato montato quasi esclusivamente su modelli destinati al mercato europeo, fatta eccezione per la Fiat Palio Stile venduta sul mercato indiano che dal 2007 al 2011 aveva come versione base un allestimento equipaggiato da questo motore. Le principali caratteristiche di questo motore sono:
- cilindrata: 1108 cm³;
- alesaggio e corsa: 70x72 mm.

Il motore 1.1 FIRE è uno dei motori FIRE utilizzati per più tempo sulle automobili europee del gruppo FIAT: infatti, fu utilizzato dal 1988 al 2010 (quindi, per 22 anni), ed è stato usato meno solamente del 1.2 FIRE da otto valvole usato dal 1993 al 2020.
Il motore 1.1 FIRE a carburatore è stato utilizzato dalle seguenti vetture:
- Fiat Tipo 1.1 base-DGT-Smart (1988-1991);
- Fiat Uno 60-60S-60SX-60 Smart (1989-1992)

La sua versione a iniezione è, invece, stata utilizzata dal 1989 al 1992 sulle Autobianchi Y10 Fire LX i.e.-Fire LX i.e. Selectronic-Fire i.e. 4WD, mentre la sua versione a iniezione e catalizzata ha esordito nel 1991 ed è stata montata dalle seguenti vetture:
- Fiat Uno 1.1 i.e. cat-1.1 i.e. cat S-1.1 i.e. cat SX (1991-1992, 50 CV);
- Fiat Uno 1.1 i.e. cat-1.1 i.e. cat S-1.1 i.e. cat SX (1992-1994, 49 CV);
- Fiat Panda 1.1 Selecta-1.1 4x4 (1991-1995, 50 CV)
- Autobianchi Y10 1.1 i.e. cat e 1.1 i.e. cat 4WD (1991-1995, 50 CV);
- Autobianchi Y10 (1995-1996, 54 CV);
- Fiat Punto 55 (1993-1999, 54 CV);
- Lancia Y 1.1 (1997-2000, 54 CV);
- Fiat Cinquecento 1.1 Sporting e Hobby (1994-1998, 54 CV);
- Fiat Panda 1ª serie 1.1 (1995-2003, 54 CV);
- Fiat Panda 2ª serie, versioni 1.1 (2003-2010, 54 CV);
- Fiat Seicento/600 1.1 (1998-2010, 54 CV)

Le principali applicazioni del motore in questione sono riportate nella tabella sottostante.
| Motore FIRE 1100 8V |                        |                          |                |               |                           | |                    |
| Variante            | Alimentazione          | Rapporto di compressione | Potenza CV/rpm | Coppia Nm/rpm | Normativa antinquinamento | Applicazioni | Anni di produzione |
| FIRE 1100           | Carburatore monocorpo  | 9,6:1                    | 56/5500        | 87/2900       | Euro 0                    | Fiat Tipo 1.1 base-1.1 DGT-1.1 Smart (1988-1991), Fiat Uno 60-60S-60SX (1989-1992) | 1988-92            |
| FIRE 1100 i.e.      | Iniettore single point | 9,6:1                    | 56/5500        | 88/3000       | Euro 0                    | Autobianchi Y10 1.1 Fire LX i.e.-Fire i.e. LX Selectronic-Fire i.e. 4WD (1989-1992) | 1989-92            |
| FIRE 1100 i.e. cat  | Iniettore single point | 9,6:1                    | 49/5250        | 84/3000       | Euro 1                    | Fiat Uno 1.1 i.e. cat-1.1 i.e. cat S-1.1 i.e. cat SX (1992-1994) | 1992-94            |
| FIRE 1100 i.e. cat  | Iniettore single point | 9,6:1                    | 50/5250        | 84/3000       | Euro 0                    | Autobianchi Y10 1.1 Fire i.e. cat LX-1.1 Fire i.e. cat LX Selectronic-1.1 Fire i.e. cat-1.1 i.e. cat 4WD, Fiat Uno 1.1 i.e. cat-1.1 i.e. cat S-1.1 i.e. cat SX (1991-1992) | 1991-92            |
| FIRE 1100 i.e. cat  | Iniettore single point | 9,6:1                    | 50/5250        | 84/3000       | Euro 1                    | Autobianchi Y10 1.1 Fire i.e. cat Selectronic Avenue-Mia-ego LX-Avenue-4WD-base-Sestrieres-Junior-Igloo-Elite-Mia-Ville (1991-1995), Fiat Uno 1.1 i.e. cat-1.1 i.e. cat S-1.1 i.e. cat SX (1992), Fiat Panda 1.1 i.e. Selecta-1.1 i.e. 4x4-Fiat Panda 1.1 i.e. 4x4 Country Club-1.1 i.e. 4x4 Trekking (1991-1995)                                                                                                  | 1991-92            |
| FIRE 1100 i.e. cat  | Iniettore single point | 9,6:1                    | 54/5500        | 80/3250       | Euro 1                    | Fiat Cinquecento Sporting (1994-1997) | 1994-97            |
| FIRE 1100 i.e. cat  | Iniettore single point | 9,6:1                    | 54/5500        | 85/3500       | Euro 1                    | Fiat Punto 55-55S-55SX-55ED-55 6 Speed (1993-1994) | 1993-94            |
| FIRE 1100 i.e. cat  | Iniettore single point | 9,6:1                    | 54/5500        | 86/3250       | Euro 1                    | Fiat Punto 55-55S-55SX-55ED-55 6 Speed-55 Team-55 6 Speed Team (1994-1997) | 1994-97            |
| FIRE 1100 i.e. cat  | Iniettore single point | 9,6:1                    | 54/5500        | 86/3250       | Euro 2                    | Autobianchi Y10 (1995-1996), Fiat Punto 55-55S-55SX-55 6 Speed-55 Sole (1997-1999), Fiat Cinquecento 1.1 Sporting-1.1 Hobby (1997-1998), Fiat Seicento 1.1 Young-1.1 Hobby-1.1 Suite (1998-2000), Fiat Panda 1.1 Selecta-1.1 4x4-1.1 4x4 Country Club-1.1 4x4 Trekking-1.1 Business Van-1.1 Business Cityvan-1.1 4x4 Cityvan-1.1 4x4 Van (1995-2000), Lancia Y 1.1 Elefantino Blu-1.1 Elefantino Blues (1997-2000) | 1995-00            |
| FIRE 1100 i.e. cat  | Iniettore single point | 9,6:1                    | 54/5500        | 88/2750       | Euro 2                    | Fiat Seicento 1.1 Sporting (1998-2000) | 1998-00            |
| FIRE 1100 i.e. cat  | Iniettore multi point  | 9,6:1                    | 54/5000        | 88/2750       | Euro 3                    | Fiat Panda 1ª serie 1.1 Young-1.1 Hobby-1.1 College-1.1 4x4 Trekking-1.1 4x4 Climbing (2000-2004), Fiat Seicento (2000-2005), Fiat Panda 2ª serie 1.1 Actual-1.1 Active-1.1 Van (2003-2005) | 2000-05            |
| FIRE 1100 i.e. cat  | Iniettore multi point  | 9,6:1                    | 54/5000        | 88/2750       | Euro 4                    | Fiat Seicento/600 1.1 Actual-Class-Active-50th Anniversary (2004-2010), Fiat Panda 1.1 Actual-1.1 Active-1.1 Actual Eco-1.1 Active Eco-1.1 Anniversary Eco-1.1 Van (2004-2010) | 2004-10            |

Il 1.1 FIRE SMPI è stato inoltre utilizzato sulle versioni base della Fiat Palio Stile (versione destinata al solo mercato indiano della world car Fiat) dal 2007 al 2011: in questo caso, il motore raggiunge i 57 CV/5250 rpm a 92 Nm/2750 rpm ed è omologato secondo le normative antinquinamento locali. La gamma Palio Stile (e, quindi, anche il motore 1.1 FIRE) è stata eliminata dai listini indiani nel 2011 sia a causa della concorrenza interna con la Grande Punto che per via delle più severe normative antinquinamento Bharat IV.

### Motore FIRE 1.2
Il motore FIRE 1.2 è prodotto in due versioni: una a 8 valvole con punterie meccaniche (prodotta dal 1993 al 2020) e una a 16 valvole (prodotta dal 1997 al 2010). Principali caratteristiche di questo motore sono:
- Cilindrata: 1242 cm³;
- Alesaggio e corsa: 70,8×78,86 mm.
- Rapporto di compressione: 11,1 ± 0,2
- Ordine di iniezione: 1-3-4-2

#### Motore FIRE 1.2 8V
In Europa

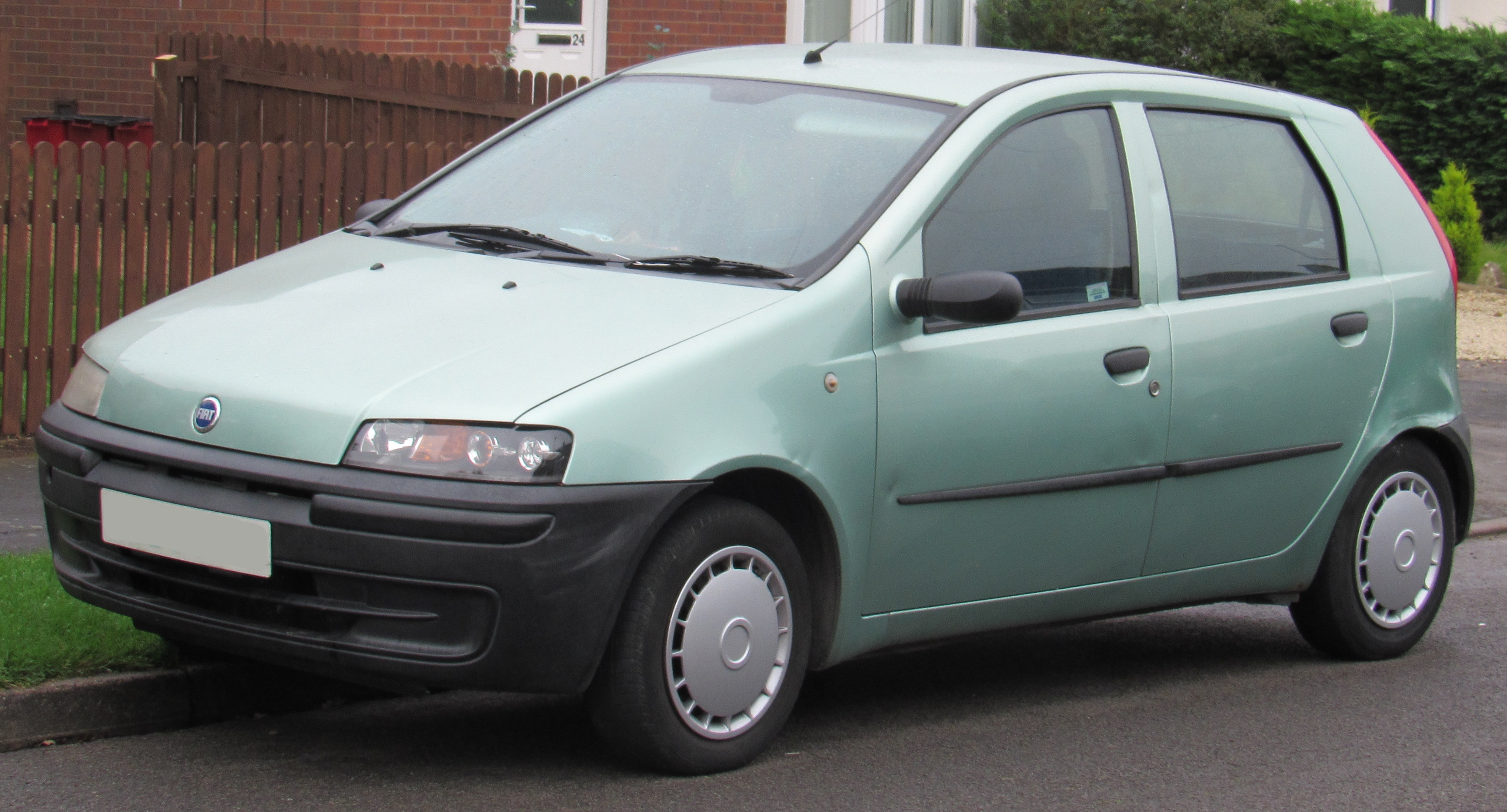
La Fiat Punto di seconda generazione è una delle più note applicazioni del motore FIRE 1.2 da 8V in Europa

Il motore FIRE da 1.2 litri ha fatto il suo debutto assoluto nel 1993 sotto il cofano della Fiat Punto in due versioni: 
- la prima, che erogava 58 CV, era dotata di iniezione single point ed era usata dalle Punto 60;
- la seconda, che erogava 73 CV, era invece dotata di iniezione multipoint ed era usata dalle Punto 75.

Successivamente questo motore viene montato su tutta la gamma di utilitarie europee del gruppo torinese negli anni '90 e 2000, per poi finire anche sotto i cofani delle citycar del gruppo a partire dal 2003, anno di lancio della seconda generazione della Fiat Panda. Nel 2010 il 1.2 FIRE sostituisce il più piccolo 1.1 per via della decisione della FIAT di non adeguarlo alle più stringenti normative Euro 5. Nel corso degli anni il motore è stato omologato secondo le normative antinquinamento sempre più stringenti e ha visto varie modifiche, tra cui l'eliminazione delle versioni con iniezione single point a partire dal 1999 e l'arrivo del sistema di fasatura variabile a partire dalla fine degli anni Duemila.
Il motore 1.2 FIRE è utilizzato dalle automobili europee del gruppo FIAT dal 1993 al 2020 con vari adattamenti, sino a raggiungere le severe normative Euro 6D-TEMP e venendo reso disponibile anche in varie versioni bifuel a GPL e metano. Non mancano però applicazioni esterne al gruppo FIAT che hanno usufruito di questo motore, su tutte la seconda serie di Ford Ka, prodotta dal 2008 al 2016 sul pianale della Fiat Panda del 2003 e della nuova 500.
Il motore 1.2 FIRE 8V SPI è stato utilizzato dalle seguenti vetture:
- Fiat Punto 60S-60SX-60 Cabrio S (58 CV, 1993-1995);
- Fiat Punto 60S-60SX-60 Selecta-60 Sole-60 Star-60 Cabrio-60 Cabrio S (60 CV, 1994-1999);
- Lancia Y 1.2 8V LE-LS-LX-ECVT LS-Elefantino Blu (60 CV, 1996-2000).

Il motore 1.2 FIRE 8V MPI da 75 CV è, invece, stato utilizzato da:
- Fiat Punto nelle versioni 75S-75SX-75ELX-75HSD (1993-1999);
- Fiat Palio Weekend 75 (1997-2000).

Curve caratteristiche del FIRE 1.2 usato dalla Panda omologata Euro 4: in rosso la coppia in N·m e in blu la potenza in kW

 Questo motore, nella versione dotata di iniezione multipoint fasata (SMPI), prodotta dal 1999 al 2010, è stato montato sulle seguenti vetture:
- Fiat Palio 65 (68 CV, 1999-2000);

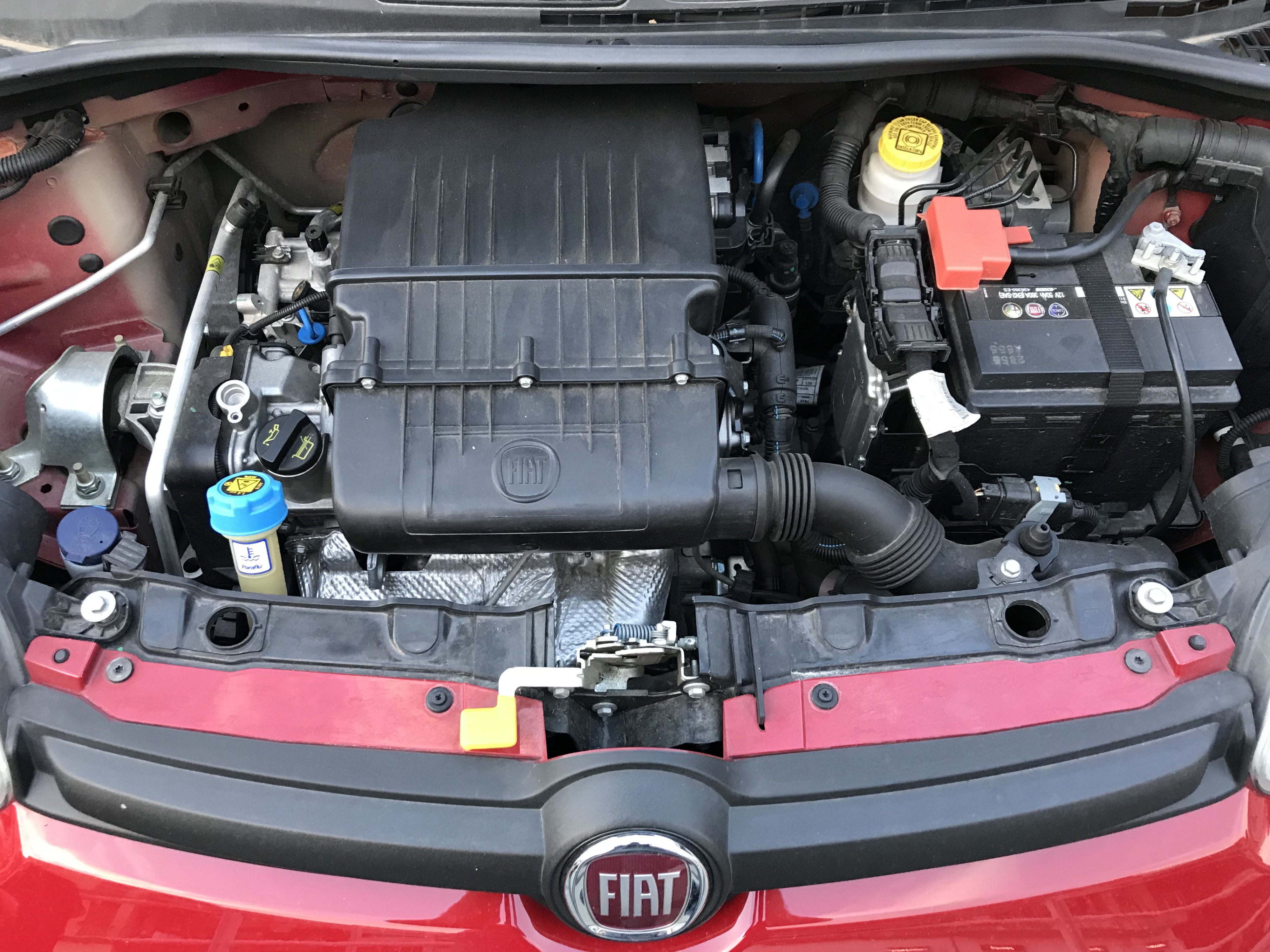
Il motore 1.2 Fire 8V è arrivato sino al 2020 rispettando, con alcune modifiche (iniezione multi point e fasatura variabile su tutte), le sempre più stringenti normative antinquinamento: infatti è stato utilizzato per decenni dalle citycar e dalle utilitarie prodotte da FCA Europe, come la Panda di terza generazione qui in foto. Inoltre, è stato proposto anche in versioni bi-fuel a metano e a GPL.

- Fiat Punto II 1.2 8V (60 CV, 1999-2010);
- Fiat Palio 1.2 8V (60 CV, 2000-2004);
- Lancia Y 1.2 8V Elefantino Blu-LS-DoDo-Vanity (60 CV, 2000-2003);
- Fiat Doblò 1.2 8v (65 CV, 2001-2005);
- Fiat Strada 1.2 (60 CV, 2001-2005);
- Lancia Ypsilon I, versioni 1.2 8V (60 CV, 2003-2010);
- Fiat Panda II, versioni 1.2 (60 CV, 2003-2010);
- Fiat Grande Punto, versioni 1.2 (65 CV, 2005-2010);
- Fiat Punto Evo, versioni 1.2 (65 CV, 2009-2010).

Sulle Fiat Punto e Panda dotate di questo motore sono state realizzate delle versioni Natural Power a metano: in queste versioni, il 1.2 FIRE quando funziona a metano vede la sua potenza scendere a 52 CV. Le Fiat Panda e Punto Classic a GPL, prodotte dal 2009 al 2010 con questo motore, non presentano alcuna variazione di potenza durante il funzionamento a GPL. Da questa versione del 1.2 FIRE 8V è stata creata nel 2007 la versione dotata di variatore di fase (che ha sostituito la versione senza variatore di fase con l'avvento delle normative Euro 5) che è tuttora utilizzata. Le vetture che ne hanno fatto, o che ne fanno uso sono le seguenti:
- Fiat 500/500C, versioni 1.2 (2007-);
- Fiat Panda (2003)/Panda Classic, versioni 1.2 Euro 5 (2009-2012);
- Fiat Panda (2011), versioni 1.2 (2011-);
- Fiat Grande Punto, versioni 1.2 Euro 5 (2010-2012);
- Fiat Punto Evo, versioni 1.2 Euro 5 (2010-2012);
- Fiat Punto (2012), versioni 1.2 (2012-2018);
- Lancia Ypsilon (2003)/Ypsilon Unyca, versioni 1.2 Euro 5 (2010-2013);
- Lancia Ypsilon (2011), versioni 1.2 (2011-);
- Ford Ka 2ª serie, versioni 1.2 Duratec (2008-2016).

Anche nel caso del 1.2 FIRE VVT in caso di alimentazione bifuel benzina-GPL la potenza del motore rimane uguale indipendentemente dal carburante utilizzato. Questo motore è stato ribattezzato 1.2 Duratec sotto il cofano della Ford Ka di seconda generazione (prodotta in cooperazione con il gruppo Fiat), ma non vi è alcun rapporto con i 1.2 Duratec di produzione Ford montati contemporaneamente su altre vetture della gamma, come la Fiesta.
Il 1.2 FIRE 8V esce di produzione dallo stabilimento di Termoli il 7 maggio 2020 e viene sostituito dal nuovo 1.0 FireFly, dotato di potenza simile e di un sistema mild hybrid di serie. Nonostante ciò, nel 2021 viene reintrodotto, omologato Euro 6D-Full, sulle Fiat Panda e 500 e anche sulla Lancia Ypsilon esclusivamente in versione bi-fuel a GPL. Inoltre, il 1.2 FIRE 8V rimane ancora a listino in alcuni mercati extraeuropei dove sono in vendita dei modelli FIAT europei.
| Motore FIRE 1200 8V (Europa) |                             |                          |                |                |                           | |                    |
| Variante                     | Alimentazione               | Rapporto di compressione | Potenza CV/rpm | Coppia N·m/rpm | Normativa antinquinamento | Applicazioni | Anni di produzione |
| FIRE 1200 8V i.e. cat        | Iniezione single point      | 9,5:1                    | 58/5500        | 96/3000        | Euro 1                    | Fiat Punto 60S-60SX-60 Cabrio S (1993-1995) | 1993-95            |
| FIRE 1200 8V i.e. cat        | Iniezione single point      | 9,5:1                    | 60/5500        | 98/3000        | Euro 1                    | Fiat Punto 60 Selecta (1994-1997) | 1994-97            |
| FIRE 1200 8V i.e. cat        | Iniezione single point      | 9,5:1                    | 60/5500        | 98/3000        | Euro 2                    | Fiat Punto 60S-60SX-60 Selecta-60 Sole-60 Star-60 Cabrio-60 Cabrio S (1994-1999), Lancia Y 1.2 8V LE-LS-LX-ECVT LS-Elefantino Blu (1996-2000) | 1994-00            |
| FIRE 1200 8V i.e. cat        | Iniezione multi point       | 9,5:1                    | 73/6000        | 106/4000       | Euro 1                    | Fiat Punto 75S-75SX-75ELX-75HSD (1993-1997) | 1993-97            |
| FIRE 1200 8V i.e. cat        | Iniezione multi point       | 9,5:1                    | 73/6000        | 104/3000       | Euro 2                    | Fiat Punto 75S-75SX-75ELX-75HSD (1993-1999), Fiat Palio Weekend 75 (1997-2000) | 1997-00            |
| FIRE 1200 8V i.e. cat        | Iniezione multipoint fasata | 9,5:1                    | 60/5000        | 102/2500       | Euro 2                    | Fiat Punto II 1.2 8V (1999-2000) | 1999-00            |
| FIRE 1200 8V i.e. cat        | Iniezione multipoint fasata | 9,5:1                    | 60/5000        | 102/2500       | Euro 3                    | Fiat Punto II 1.2 8V (2000-2005), Fiat Palio 1.2 8V (2000-2004), Lancia Ypsilon (2003-2005), Fiat Panda 1.2 (2003-2005), Lancia Y 1.2 8V Elefantino Blu-LS-DoDo-Vanity (2000-2003), Fiat Strada 1.2 (2001-2005) | 2000-05            |
| FIRE 1200 8V i.e. cat        | Iniezione multipoint fasata | 9,5:1                    | 60/5000        | 102/2500       | Euro 4                    | Fiat Punto / Punto Classic (2005-2010), Lancia Ypsilon (2005-2010), Fiat Panda 1.2 (2005-2010) | 2005-10            |
| FIRE 1200 8V i.e. cat        | Iniezione multipoint fasata | 11:1                     | 65/5500        | 102/3000       | Euro 4                    | Fiat Grande Punto 1.2 (2005-2010) | 2005-10            |
| FIRE 1200 8V i.e. cat        | Iniezione multipoint fasata | 11:1                     | 65/5500        | 102/3500       | Euro 3                    | Fiat Doblò 1.2 (2001-2005) | 2001-05            |
| FIRE 1200 8V i.e. cat        | Iniezione multipoint fasata | 9,5:1                    | 68/6000        | 104/3000       | Euro 2                    | Fiat Palio 65 (1999-2000) | 1999-00            |
| Fire 1200 8V i.e. cat VVT    | Iniezione multipoint fasata | 11:1                     | 69/5500        | 102/3000       | Euro 4                    | Fiat 500/500C 1.2 (2007-2009), Ford Ka 1.2 (2008-2010) | 2007-10            |
| Fire 1200 8V i.e. cat VVT    | Iniezione multipoint fasata | 11:1                     | 69/5500        | 102/3000       | Euro 5                    | Fiat Panda (2003)/Panda Classic 1.2 Euro 5 (2009-2012), Fiat Panda (2011), versioni 1.2 (2011-2014), Fiat 500/500C 1.2 (2009-2014), Fiat Grande Punto 1.2 Euro 5 (2010-2012), Fiat Punto Evo 1.2 Euro 5 (2010-2012), Fiat Punto 1.2 (2012-2014), Lancia Ypsilon (2003)/Ypsilon Unyca 1.2 Euro 5 (2010-2013), Lancia Ypsilon (2011) 1.2 (2011-2014), Ford Ka 2ª serie 1.2 Duratec (2010-14) | 2009-14            |
| Fire 1200 8V i.e. cat VVT    | Iniezione multipoint fasata | 11:1                     | 69/5500        | 102/3000       | Euro 6                    | Fiat Panda (2011), versioni 1.2 (2014-), Fiat 500/500C 1.2 (2014-), Fiat Punto 1.2 (2014-2018), Lancia Ypsilon (2011) 1.2 (2014-), Ford Ka 2ª serie 1.2 Duratec (2014-16) | 2014-20            |

##### In Sud America, in Africa e in Cina
Il motore 1200 FIRE da otto valvole debuttò nei mercati sudamericani (in cui era comunemente noto come 1.3 FIRE) a partire dai primi anni Duemila per sostituire sia il 1.0 Fire da 16 valvole che i vecchi motori di origine brasiliana FIASA, e dopo di ciò la sua diffusione è avvenuta anche sugli altri prodotti extraeuropei. Il motore in Brasile è stato sostituito dal 1.4 FIRE 8V dal 2005, mentre ha continuato a essere utilizzato in Sudafrica, nel resto dell'America Latina e in Asia. Le prime automobili a riceverlo furono la Palio, la sua versione a tre volumi, la Siena, e la loro versione pick-up Strada.
In Sudafrica il motore 1.2 FIRE 8V fu usato sia dalle auto d'importazione europea (Fiat Punto, Panda, etc.) ma anche dai veicoli prodotti a Rosslyn (in cooperazione con Nissan SA) dalla filiale locale del marchio torinese fino al 2008: la Palio e la sua versione a tre volumi Siena, successivamente anche il pick-up Strada e l'utilitaria Uno; in Cina è stato utilizzato nei primi anni Duemila sotto i cofani delle versioni locali delle utilitarie Palio e Siena, con il nome di 1.3 FIRE già usato in Sud America.
Le principali caratteristiche e applicazioni del 1.2 FIRE 8V al di fuori dal mercato europeo sono le seguenti:
| Motore 1.3 FIRE 8V (Sud America) |                             |                          |                                       |                                         |                                                      |                    |
| Variante                         | Alimentazione               | Rapporto di compressione | Potenza CV/rpm                        | Coppia Nm/rpm                           | Applicazioni                                         | Anni di produzione |
| FIRE 1.3 8V                      | Iniezione multipoint fasata | 9,8:1                    | 65/5250                               | 108/2250                                | Fiat Fiorino 1.3 8V                                  | 2001-2004          |
| FIRE 1.3 8V                      | Iniezione multipoint fasata | 9,8:1                    | 67/5250                               | 109/2250                                | Fiat Strada 1.3 8V                                   | 2003-2005          |
| FIRE 1.3 8V                      | Iniezione multipoint fasata | 9,8:1                    | 68/5250                               | 110/2250                                | Fiat Uno Fire / Fiat Uno Van 1.3 8V (non in Brasile) | 2004-2013          |
| FIRE 1.3 8V FLEX (solo Brasile)  | Iniezione multipoint fasata | 11:1                     | 70/5500 (benzina) - 71/5500 (etanolo) | 112/2250 (benzina) - 114/2250 (etanolo) | Fiat Palio 1.3 8V Flex                               | 2003-2005          |
| FIRE 1.3 8V FLEX (solo Brasile)  | Iniezione multipoint fasata | 11:1                     | 70/5500 (benzina) - 71/5500 (etanolo) | 112/2250 (benzina) - 114/2250 (etanolo) | Fiat Siena 1.3 8V Flex                               | 2003-2005          |
| FIRE 1.3 8V FLEX (solo Brasile)  | Iniezione multipoint fasata | 11:1                     | 70/5500 (benzina) - 71/5500 (etanolo) | 112/2250 (benzina) - 114/2250 (etanolo) | Fiat Strada 1.3 8V Flex                              | 2003-2005          |
| FIRE 1.3 8V FLEX (solo Brasile)  | Iniezione multipoint fasata | 11:1                     | 70/5500 (benzina) - 71/5500 (etanolo) | 112/2250 (benzina) - 114/2250 (etanolo) | Fiat Uno Furgão 1.3 8V Flex                          | 2007-2013          |
| Motore 1.2 FIRE 8V (Sudafrica)   |                             |                          |                                       |                                         |                                                      |                    |
| Variante                         | Alimentazione               | Rapporto di compressione | Potenza CV/rpm                        | Coppia Nm/rpm                           | Applicazioni                                         | Anni di produzione |
| FIRE 1.2 8V                      | Iniezione multipoint fasata | 9,8:1                    | 73/6000                               | 102/3250                                | Fiat Palio 1.2 8V                                    | 2000-2009          |
| FIRE 1.2 8V                      | Iniezione multipoint fasata | 9,8:1                    | 73/6000                               | 102/3250                                | Fiat Siena 1.2 8V                                    | 2000-2009          |
| FIRE 1.2 8V                      | Iniezione multipoint fasata | 9,8:1                    | 73/6000                               | 102/3250                                | Fiat Strada 1.2 8V                                   | 2005-2009          |
| FIRE 1.2 8V                      | Iniezione multipoint fasata | 9,8:1                    | 67/5250                               | 111/2250                                | Fiat Uno 1.2 8V                                      | 2007-2009          |
| Motore 1.3 FIRE 8V (Cina)        |                             |                          |                                       |                                         |                                                      |                    |
| Variante                         | Alimentazione               | Rapporto di compressione | Potenza CV/rpm                        | Coppia Nm/rpm                           | Applicazioni                                         | Anni di produzione |
| FIRE 1.3 8V                      | Iniezione multipoint fasata | 9,8:1                    | 60/5000                               | 102/2500                                | Fiat Palio 1.3 8V                                    | 2002-2005          |
| FIRE 1.3 8V                      | Iniezione multipoint fasata | 9,8:1                    | 60/5000                               | 102/2500                                | Fiat Siena 1.3 8V                                    | 2002-2005          |

##### In India

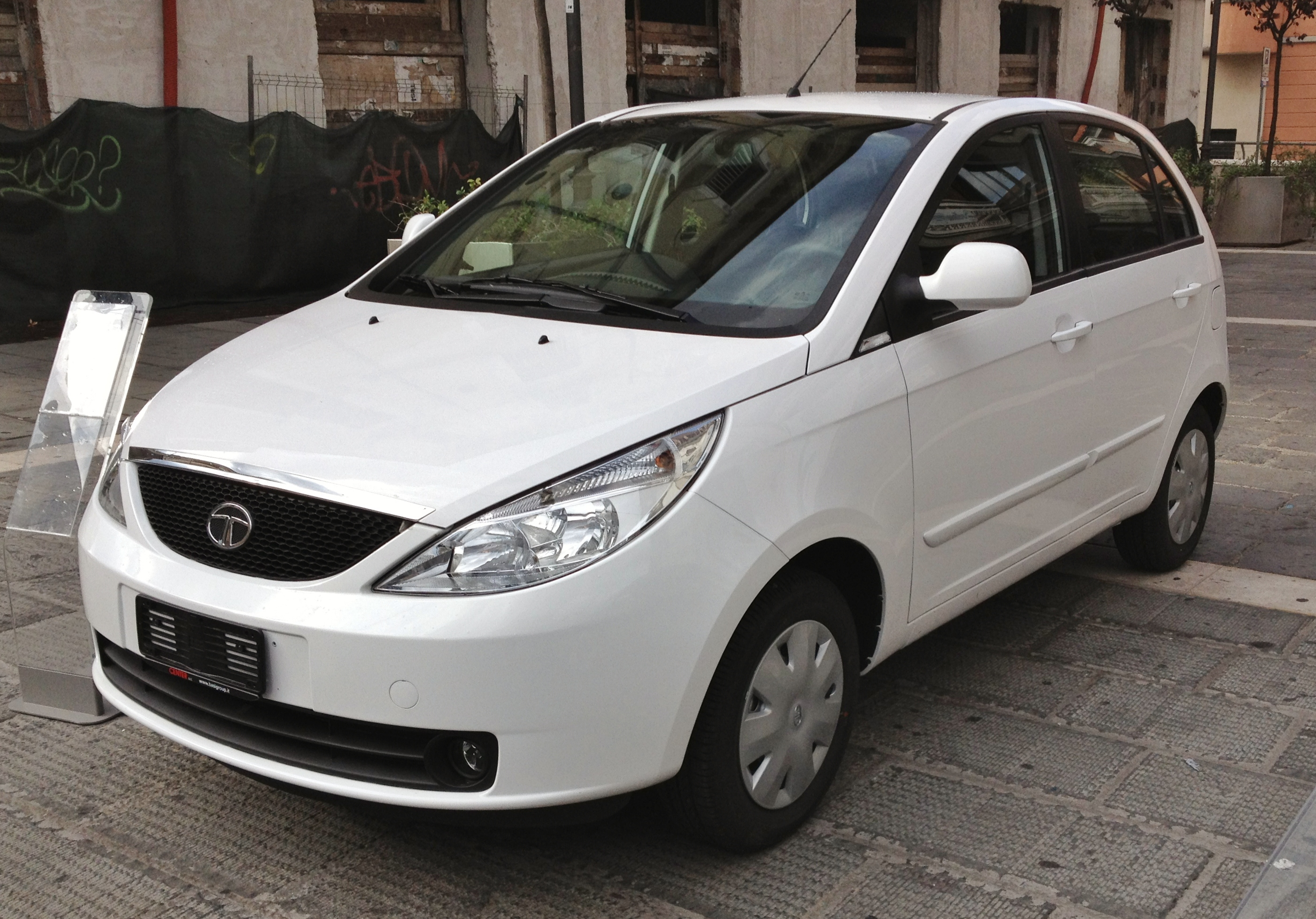
La Tata Indica Vista è un esempio di applicazione del 1.2 FIRE da 1172 cm³

Una particolare versione del 1.2 FIRE da 8 valvole, caratterizzata dalla cilindrata ridotta a 1172 cm³ e dalla potenza di 65 CV a 5500 giri/min con coppia massima di 96 Nm a 3000 giri/min, ha fatto il suo debutto nel 2008 sotto i cofani della seconda generazione dell'utilitaria indiana Tata Indica (nota come Tata Indica Vista nel mercato di casa) con il nome di 1.2 Safire, nome che tradisce chiaramente la parentela con i celebri motori FIRE di produzione FIAT (le motorizzazioni della seconda generazione della Indica derivano tutte da progetti del gruppo torinese e sono molto simili a quelle usate dalle auto italiane anche nell'aspetto estetico, dato che cambiano quasi esclusivamente i loghi). Il motore è stato poi montato con alcune modifiche anche sulla Fiat Punto per il mercato indiano e sulle sue evoluzioni, tutte prodotte nella stessa fabbrica della Tata Indica Vista dal 2009 al 2018.
Questo motore è stato prodotto solo per il mercato indiano (e per pochi altri mercati limitrofi come il Nepal) dal 2008 al 2018 ed è stato utilizzato dai seguenti veicoli:
- Tata Vista 1.2 Safire (2008-2013);
- Fiat Punto 1.2 (2009-2014, e in seguito 2016-2018 come Punto Pure);
- Fiat Punto Evo 1.2 (2014-2018).

Le principali caratteristiche del 1.2 FIRE 8V indiano sono le seguenti:
| Motore 1.2 FIRE 8V (India) |                             |                |               |                         |                                                 |
| Variante                   | Alimentazione               | Potenza CV/rpm | Coppia Nm/rpm | Applicazioni            | Anni di produzione                              |
| FIRE 1.2 8V                | Iniezione multipoint fasata | 65/5500        | 96/3000       | Tata Vista 1.2 Safire   | 2008-2013                                       |
| FIRE 1.2 8V                | Iniezione multipoint fasata | 68/6000        | 96/2500       | Fiat Punto 1.2 FIRE     | 2009-2014, e poi 2016-2018 come Fiat Punto Pure |
| FIRE 1.2 8V                | Iniezione multipoint fasata | 68/6000        | 96/2500       | Fiat Punto Evo 1.2 FIRE | 2014-2018                                       |

#### Motore 1.2 FIRE 16V

##### In Europa

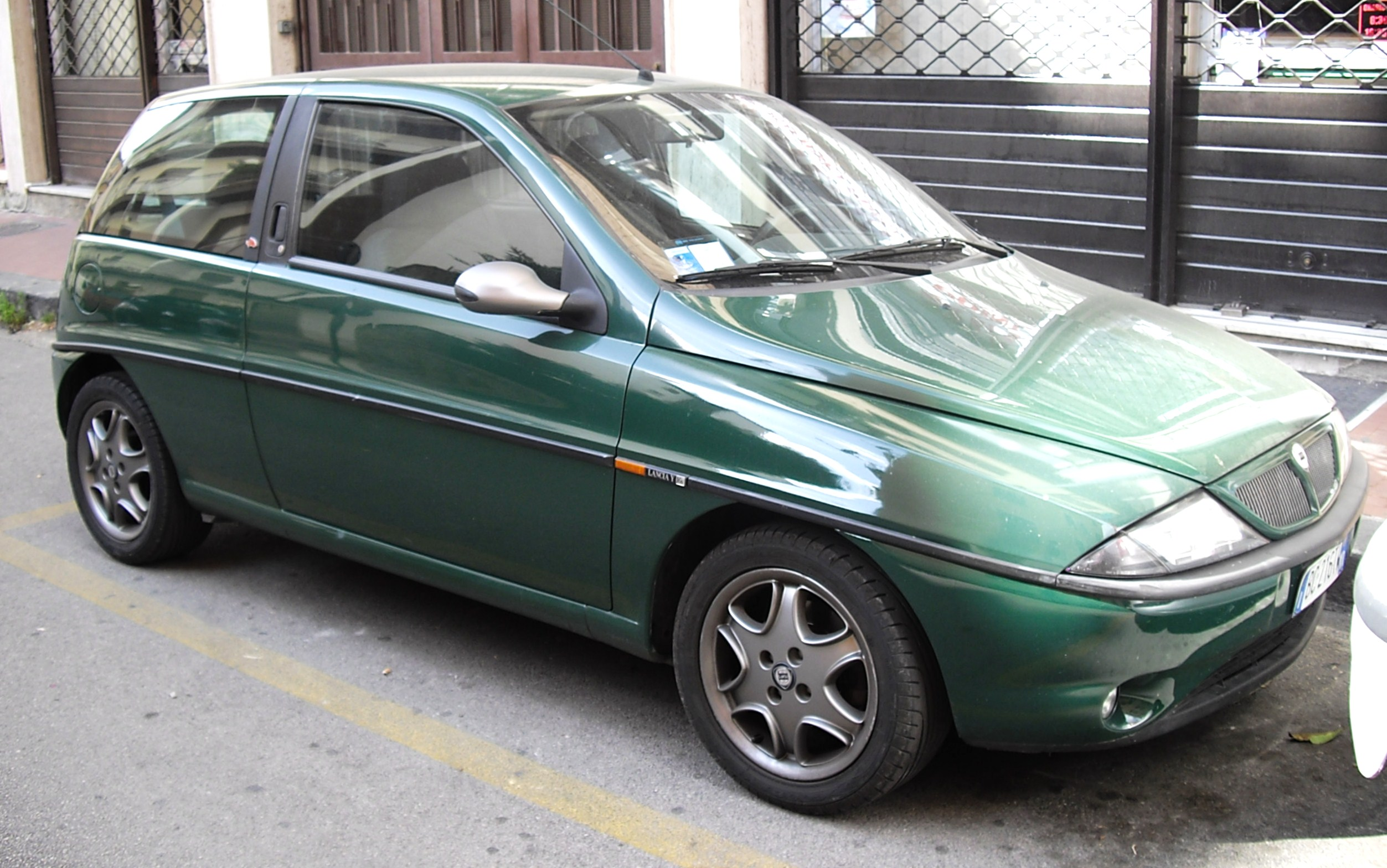
16 vLa Lancia Y, nelle sue versioni di punta LX e Elefantino Rosso (nella foto), è stata la prima vettura del gruppo FIAT a usufruire dell'inedito 1.2 Super-Fire 16V.

Nel 1997 debutta, sotto il cofano della Lancia Y, la più grande evoluzione del motore FIRE sin dalla sua creazione: sulla base del FIRE 1.2, viene ottenuta la prima versione di questo motore dotata di distribuzione a 4 valvole per cilindro nota anche come Super-Fire. La base per la realizzazione del 1.2 Fire a 16 valvole è la versione a 8 valvole dello stesso motore. Le differenze riguardano la totale rivisitazione della testa dei cilindri e dei collettori di aspirazione e di scarico del propulsore 1.2 a 8 valvole, ma sono state effettuate anche altre rilevanti modifiche: l'irrigidimento della bancata, la riduzione delle masse alterne e soprattutto l'uso dell'iniezione elettronica multi point semi sequenziale (SMPI). La cinghia dentata trasmette il moto solo a uno dei due alberi a camme, essendo poi gli stessi collegati internamente da una coppia di ingranaggi. Inoltre è dotato di punterie idrauliche autoregistranti.
Questo motore è stato utilizzato su tutte le utilitarie (e, per la prima volta, anche da vetture di taglia maggiore, come le Fiat Bravo/Brava prima e la Fiat Stilo poi) in Europa sino al 2010, anno in cui la Fiat Idea 1.2 16V (ultima vettura a usare tale propulsore, e unica a usarlo dal 2006) cessa di essere prodotta, venendo sostituito gradualmente dal 2005 dai nuovi 1.4 FIRE.
Il motore 1.2 Fire 16V è stato utilizzato in Europa dai seguenti veicoli:
- Lancia Y 1.2 16V (86 CV, 1997-2000; 80 CV, 2000-2003);
- Fiat Punto I 1.2 16V (86 CV, 1997-1999);
- Fiat Brava/Bravo 80 16V (82 CV, 1998-2000; 80 CV, 2000-2001);
- Fiat Marea 80 16V (solo in alcuni mercati, 82 CV, 1998-2000; 80 CV, 2000-2001);
- Fiat Punto II 1.2 16V (80 CV, 1999-2005);
- Fiat Palio 1.2 16V (80 CV, 2001-2003);
- Fiat Stilo 1.2 16V (80 CV, 2001-2003);
- Fiat Albea 1.2 16V (solo in alcuni mercati, 80 CV, 2002-2005);
- Lancia Ypsilon I 1.2 16V (80 CV, 2003-2006);
- Fiat Idea 1.2 16V (80 CV, 2005-2010).

| Motore FIRE 1200 16V (Europa) |                              |                          |                |               |                           | |                    |
| Variante                      | Alimentazione                | Rapporto di compressione | Potenza CV/rpm | Coppia Nm/rpm | Normativa antinquinamento | Applicazioni | Anni di produzione |
| FIRE 1200 16V i.e. cat        | Iniezione multi point fasata | 10,2:1                   | 86/6000        | 113/4500      | Euro 2                    | Lancia Y 1.2 16V (1997-2000), Fiat Punto 1.2 16V (1997-1999) | 1997-00            |
| FIRE 1200 16V i.e. cat        | Iniezione multi point fasata | 10,2:1                   | 82/5500        | 113/4250      | Euro 2                    | Fiat Brava/Bravo 80 16V (1998-2000), Fiat Marea 80 16V (solo in alcuni mercati, 1998-2000) | 1998-00            |
| FIRE 1200 16V i.e. cat        | Iniezione multi point fasata | 10,6:1                   | 80/5000        | 113/4000      | Euro 3                    | Fiat Brava/Bravo 80 16V (2000-2001), Fiat Marea 80 16V (solo in alcuni mercati, 2000-2001) | 2000-01            |
| FIRE 1200 16V i.e. cat        | Iniezione multi point fasata | 10,6:1                   | 80/5000        | 114/4000      | Euro 2                    | Fiat Punto II 1.2 16V (1999-2000) | 1999-00            |
| FIRE 1200 16V i.e. cat        | Iniezione multi point fasata | 10,6:1                   | 80/5000        | 114/4000      | Euro 3                    | Fiat Punto II 1.2 16V (2000-2005), Lancia Y 1.2 16V (2000-2003), Fiat Palio Weekend 1.2 16V (2001-2003), Fiat Stilo 1.2 (2002-2003), Fiat Albea 1.2 16V (solo in alcuni mercati, 2002-2005), Lancia Ypsilon 1.2 16V (2003-2005) | 2000-05            |
| FIRE 1200 16V i.e. cat        | Iniezione multi point fasata | 10,6:1                   | 80/5000        | 114/4000      | Euro 4                    | Fiat Punto 1.2 16V (2005), Lancia Ypsilon 1.2 16V (2005.2006), Fiat Idea 1.2 (2005-2010) | 2005-10            |

##### Nel resto del mondo
Dopo aver fatto il suo debutto sul mercato europeo, il motore 1.2 Fire 16V con l'arrivo del nuovo millennio esce dai confini del Vecchio Continente per essere installato sui modelli Fiat del resto del mondo, soprattutto in Sud America, mercato in cui il 1.2 Fire 16V fa il suo debutto nel 2000 sotto i cofani di Fiat Palio e Siena (sotto il nome di 1.3 Fire 16V per via della cilindrata arrotondata per eccesso) affiancandosi agli altri motori a listino. Non mancano anche applicazioni del 1.2 Fire 16V in Africa e soprattutto in Asia (dove è stato usato sempre per le varie derivate del progetto 178). Anche nei mercati extraeuropei il 1.2 Fire 16V verrà gradualmente abbandonato dalla metà degli anni 2000, sostituito dai 1.2 8V oppure dai 1.4 della stessa famiglia.

### Motore FIRE 1.4

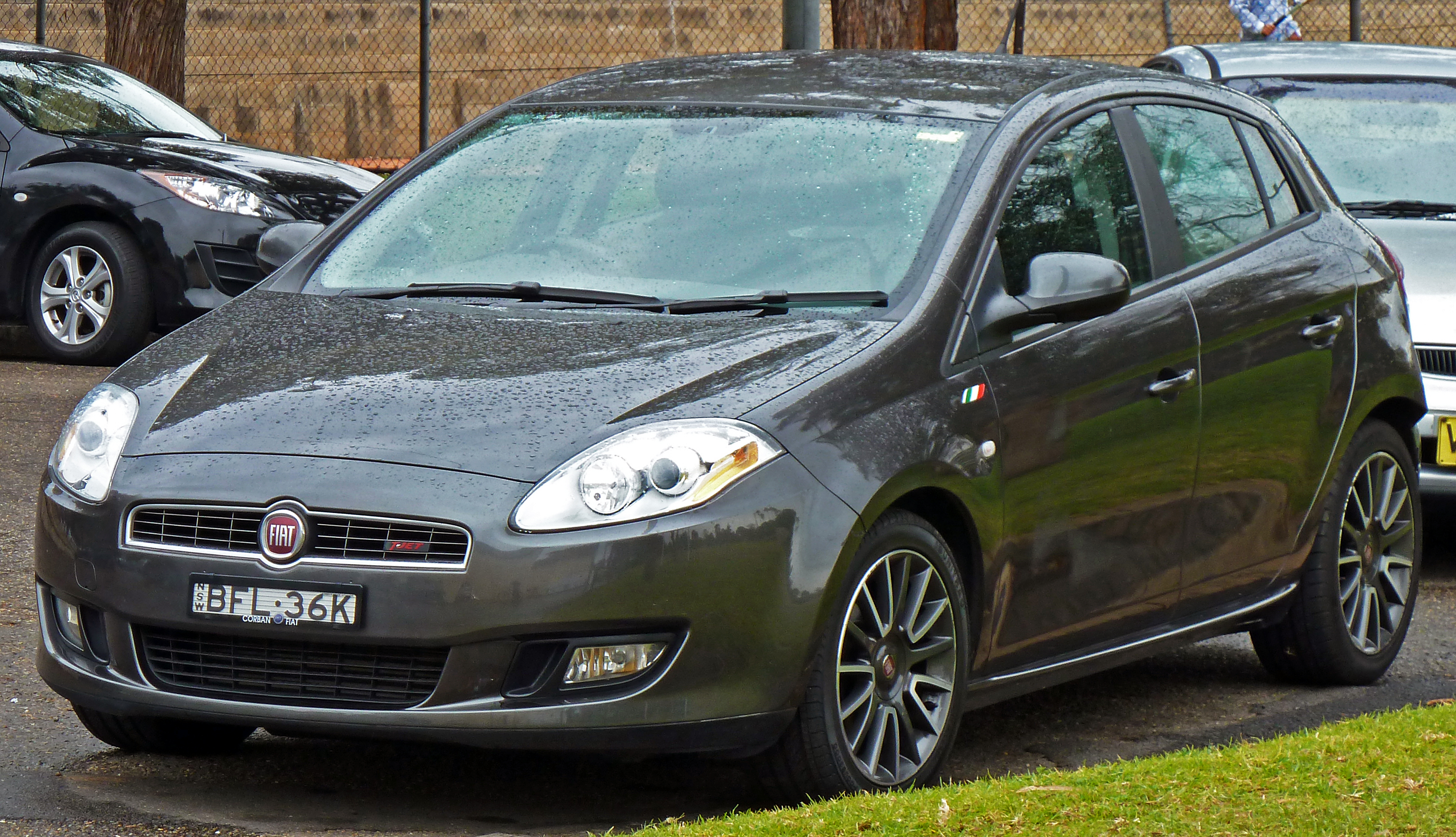
La Fiat Bravo del 2007, qui nella versione australiana denominata Ritmo, ha tenuto a battesimo la versione T-JET del motore 1.4 FIRE

Il motore FIRE 1.4, lanciato per la prima volta nel 2003, deriva strettamente dal più piccolo 1.2 FIRE ed è prodotto in due versioni principali: una con testata a 8 valvole (prodotta dal 2005 e utilizzata soprattutto fra Europa e Sud America) e una con testata a 16 valvole (prodotta dal 2003 per tutto il mondo). Le principali caratteristiche di questo motore sono:
- la cilindrata di 1368 cm³;
- l'alesaggio e la corsa, pari a 72×84 mm

Il motore FIRE da 1.4 litri di cilindrata è stato disponibile anche in versione dotata di turbocompressore, che ha fatto il suo esordio nel 2007 sotto il cofano della Fiat Bravo con il nome commerciale T-JET, e anche in una versione, prodotta dal 2009 al 2020, dotata del sistema di controllo dell'apertura delle valvole Multiair (da cui deriva il nome dell'omonimo motore) e disponibili sia in variante aspirata che in variante dotata di turbocompressore.

#### Motore FIRE 1.4 8V

##### In Europa

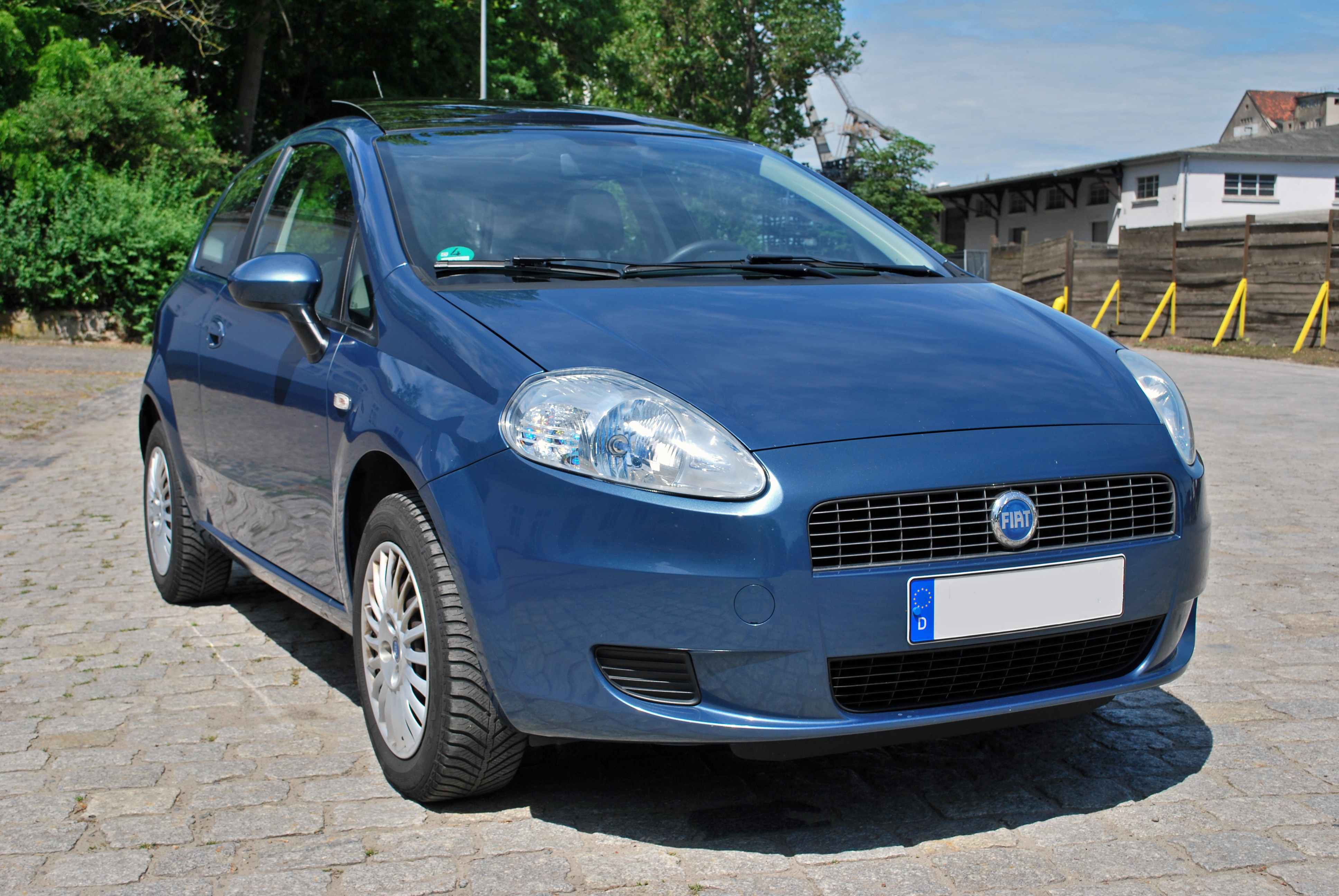
Una delle prime applicazioni del motore 1.4 FIRE a 8 valvole è l'utilitaria Fiat Grande Punto, lanciata nel 2005.

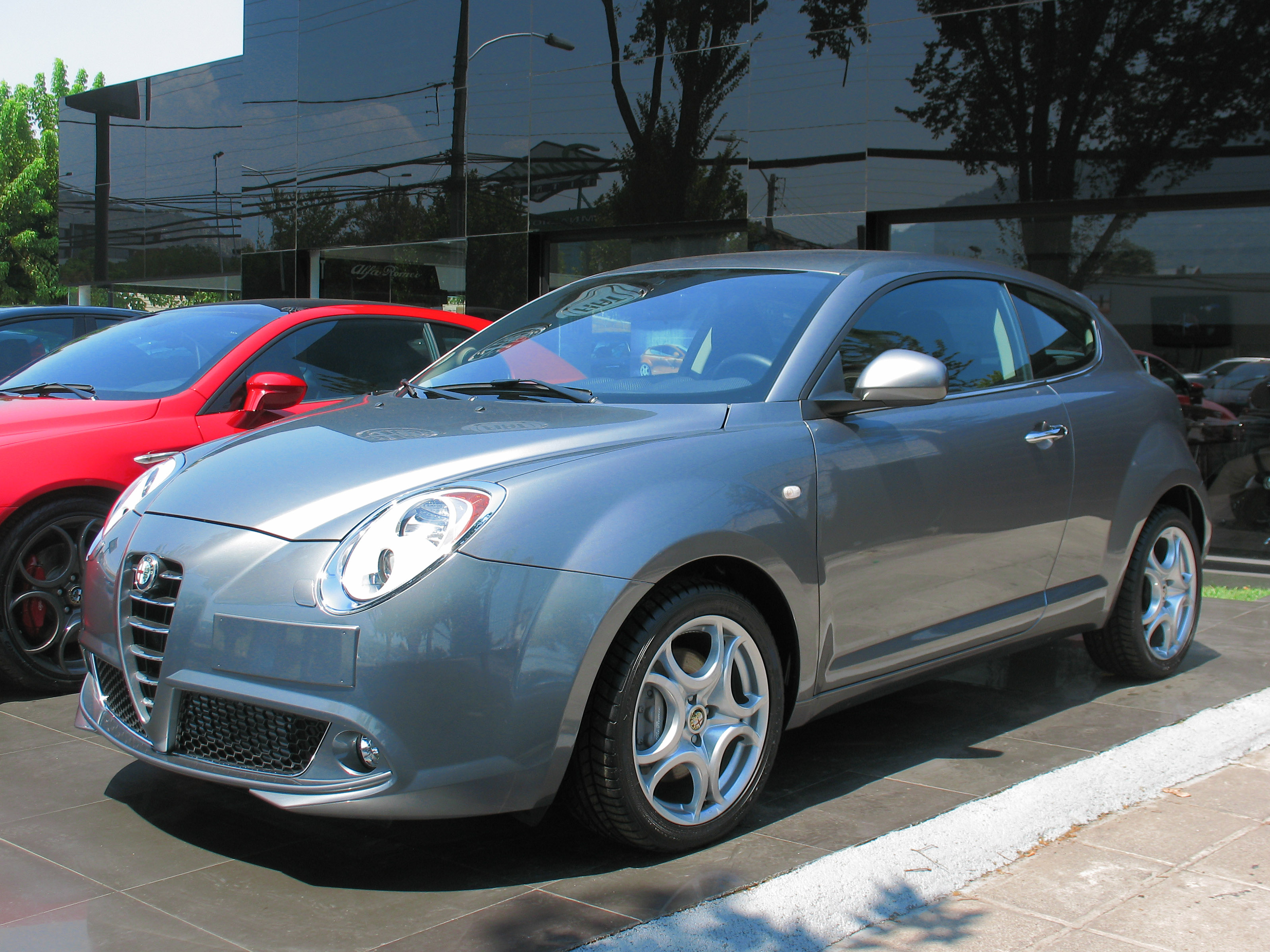
L'Alfa Romeo MiTo, lanciata nel 2008, è la prima autovettura Alfa Romeo a usufruire dei motori FIRE e nello specifico del 1.4 16V in versione aspirata e turbocompressa.

La prima versione del motore 1.4 FIRE con testata a 8 valvole debutta in Europa nel 2005 sull'utilitaria Grande Punto e sull'aggiornamento del furgone Doblò. Questo motore sostituisce gradualmente il 1.2 16V in molte delle auto sulle quali era montato, come la Fiat Idea e la sorella a marchio Lancia, la Musa.
A partire dal 2011 questo motore arriva anche sotto i cofani dell'Alfa Romeo Mito, nelle versioni da 70 e 78 CV: si tratta del secondo e ultimo motore FIRE a essere disponibile anche sotto i cofani delle auto lombarde.
Il 1.4 FIRE con testata a 8 valvole è stato montato sulle seguenti vetture:
- Fiat Grande Punto 1.4 8V (2005-2012);
  - Fiat Doblò 1.4 8V (77 CV, 2005-2010);
- Lancia Ypsilon 1.4 8V (77 CV, 2006-2011);
- Fiat Idea 1.4 8V (77 CV, 2005-2010);
- Fiat Albea 1.4 8V (77 CV, 2006-2012, in alcuni mercati);
- Fiat Palio Sole 1.4 8V (77 CV, 2006-2011, solo per il mercato turco);
- Lancia Musa 1.4 8V (77 CV, 2006-2012);
- Fiat Fiorino/Qubo (77 CV, 2014-, dal 2020 solo in Turchia);
- Fiat Punto Evo 1.4 8V (77 CV, 2009-2012);
- Fiat Punto 1.4 8V (77 CV, 2012-2018);
- Alfa Romeo Mito 1.4 8V (70 CV, 2011-2016; 78 CV, 2011-2018).

Di tale motorizzazione si ricordano anche delle varianti a doppia alimentazione benzina-GPL (denominate Ecochic in Lancia e successivamente Easypower in Fiat) e benzina-metano. Per quanto riguarda la prima, la cui potenza col GPL rimane pressoché invariata, è stata montata su:
- Fiat Grande Punto 1.4 GPL (2008-2012, dal 2011 Easypower);
- Fiat Punto Evo 1.4 GPL (2009-2012, dal 2011 Easypower);
- Lancia Ypsilon 1.4 Ecochic (2009-2013);
- Fiat Idea 1.4 GPL (2009-2012, dal 2011 Easypower);
- Lancia Musa 1.4 Ecochic (2009-2012);
- Fiat Punto 1.4 Easypower (2012-2018);
- Fiat Fiorino Eko 1.4 (2020-, solo in Turchia).

Il 1.4 FIRE 8V a metano, invece, ha fatto il suo esordio nel 2008 con la Fiat Grande Punto Natural Power ed è caratterizzato da un abbassamento della potenza a 69 CV quando alimentato a metano. La variante bi-fuel a metano è stata montata su:
- Fiat Grande Punto 1.4 Natural Power (2008-2012);
- Fiat Punto Evo 1.4 Natural Power (2009-2012);
- Fiat Fiorino/Qubo 1.4 Natural Power (2009-2020);
- Fiat Panda (2003) 1.4 Natural Power (2010-2012);
- Fiat Punto 1.4 Natural Power (2012-2018).

Nella tabella sottostante è possibile osservare le caratteristiche delle varie versioni del 1.4 FIRE 8V:
| Motore FIRE 1400 8V (Europa) |                             |                          |                |                |                           | |                    |
| Variante                     | Alimentazione               | Rapporto di compressione | Potenza CV/rpm | Coppia N·m/rpm | Normativa antinquinamento | Applicazioni | Anni di produzione |
| FIRE 1400 8V                 | Iniezione multipoint fasata | 11,0:1                   | 77/6000        | 115/3000       | Euro 4                    | Fiat Grande Punto 1.4 8V (2005-2010), Fiat Doblò 1.4 8V (2005-2010), Fiat Idea 1.4 8V (2006-2010), Fiat Albea 1.4 8V (2006-2010, solo in alcuni mercati), Fiat Palio 1.4 8V (2006-2010, solo in Turchia), Lancia Ypsilon 1.4 8V (2006-2010), Lancia Musa 1.4 8V (2006-2010), Fiat Fiorino/Qubo Natural Power (2009-2010), Fiat Punto Evo 1.4 8V (2009-2010)                                                                                       | 2005-10            |
| FIRE 1400 8V                 | Iniezione multipoint fasata | 11,0:1                   | 70/6000        | 120/4750       | Euro 5                    | Alfa Romeo Mito 1.4 8V 70 CV (2011-2014) | 2011-14            |
| FIRE 1400 8V                 | Iniezione multipoint fasata | 11,0:1                   | 77/6000        | 120/4750       | Euro 5                    | Alfa Romeo Mito 1.4 8V 77 CV (2011-2014) | 2011-14            |
| FIRE 1400 8V                 | Iniezione multipoint fasata | 11,0:1                   | 77/6000        |                | Euro 5                    | Fiat Idea Easypower (2010-2012), Fiat Grande Punto 1.4 8V (2010-2012), Fiat Punto Evo 1.4 8V (2009-2012), Fiat Punto (2012) 1.4 8V (2012-2014), Fiat Panda Natural Power (2010-2012), Fiat Fiorino/Qubo Natural Power (2010-2014), Lancia Ypsilon (2003) Ecochic (2010-2013), Lancia Musa 1.4 (2010-2012), Alfa Romeo Mito 1.4 8V 77 CV (2011-2014), Fiat Albea 1.4 8V (2011-12, in alcuni mercati), Fiat Palio 1.4 8V (2011-12, solo in Turchia) | 2009-14            |
| FIRE 1400 8V                 | Iniezione multipoint fasata | 11,0:1                   | 70/6000        | 120/4750       | Euro 6                    | Alfa Romeo Mito 1.4 8V 70 CV (2014-2016) | 2014-16            |
| FIRE 1400 8V                 | Iniezione multipoint fasata | 11,0:1                   | 77/6000        | 115/3000       | Euro 6                    | Fiat Punto 1.4 8V (2014-2018), Fiat Fiorino/Qubo 1.4 8V (2014-), Alfa Romeo Mito 1.4 8V 77 CV (2014-2018) | 2014-              |

##### Nel resto del mondo
Il motore 1.4 FIRE 8V è stato utilizzato al di fuori del mercato europeo specialmente in America Latina, dove ha fatto il suo debutto nel 2005 sotto i cofani delle Fiat Palio e Siena. Il motore ha vissuto varie evoluzioni fino all'uscita di produzione, avvenuta a causa delle nuove normative antinquinamento brasiliane nel 2023.
La versione brasiliana del 1.4 FIRE è inoltre disponibile con la tecnologia FlexFuel, con la quale si può usare indifferentemente benzina o etanolo rilevando in tempo reale qual è la percentuale di bioetanolo all'interno della miscela etanolo-benzina. Inoltre la Fiat Siena, così come la sua erede Grand Siena, hanno inoltre fatto uso del 1.4 in versione Tetrafuel che poteva alternare quattro carburanti: benzina, miscela benzina-etanolo, etanolo puro (E100) e metano (CNG).
Nella tabella sottostante è possibile osservare le caratteristiche delle varie versioni del 1.4 FIRE 8V sudamericano:
| Motore 1.4 FIRE 8V sudamericano |                             |                          |                                      |               |                      |                    |
| Variante                        | Alimentazione               | Rapporto di compressione | Potenza CV/rpm                       | Coppia Nm/rpm | Applicazioni         | Anni di produzione |
| FIRE 1.4 8V FLEX                | Iniezione multipoint fasata | 10,35:1                  | 81/5500 (etanolo) - 80/5500(benzina) | 122/2250      | Fiat Palio 1.4 FLEX  | 2005-2011          |
| FIRE 1.4 8V FLEX                | Iniezione multipoint fasata | 10,35:1                  | 81/5500 (etanolo) - 80/5500(benzina) | 122/2250      | Fiat Siena 1.4 FLEX  | 2005-2014          |
| FIRE 1.4 8V FLEX                | Iniezione multipoint fasata | 10,35:1                  | 81/5500 (etanolo) - 80/5500(benzina) | 122/2250      | Fiat Strada 1.4 FLEX | 2005-2018          |

#### Motore FIRE 1.4 16V

##### In Europa
La prima versione del motore 1.4 FIRE a fare il suo esordio sul mercato europeo è, nel 2003, quella dotata di testata a sedici valvole. Dopo aver fatto il suo esordio sulla seconda generazione della Ypsilon e sul restyling della Punto, viene successivamente inserita sotto i cofani, fra le altre, della compatta Fiat Stilo (dove rimpiazza il 1.2 da 16 valvole), dei monovolume Fiat Idea e Lancia Musa e delle Alfa Romeo MiTo e Giulietta (si tratta della prima applicazione di un motore FIRE su delle autovetture Alfa Romeo).
Il 1.4 FIRE 16V nel corso degli anni viene affinato ricevendo, tra le altre novità, prima il sistema Starjet (che coniuga il sistema di turbolenza variabile in camera di scoppio PDA, il variatore continuo di fase VVT e una valvola di ricircolo dei gas di scarico EGR), poi il turbocompressore e infine il sistema Multiair.
Nel corso degli anni il motore ha affrontato le normative antinquinamento europee sempre più severe (attualmente è omologato Euro 6D): a prova di ciò, bisogna sottolineare che è ancora prodotto sia in versione Starjet, montata sulla Fiat 500L, che in versione T-JET (usata invece dalla Abarth 500).
Questo motore, in versione aspirata, è stato montato sulle seguenti vetture:

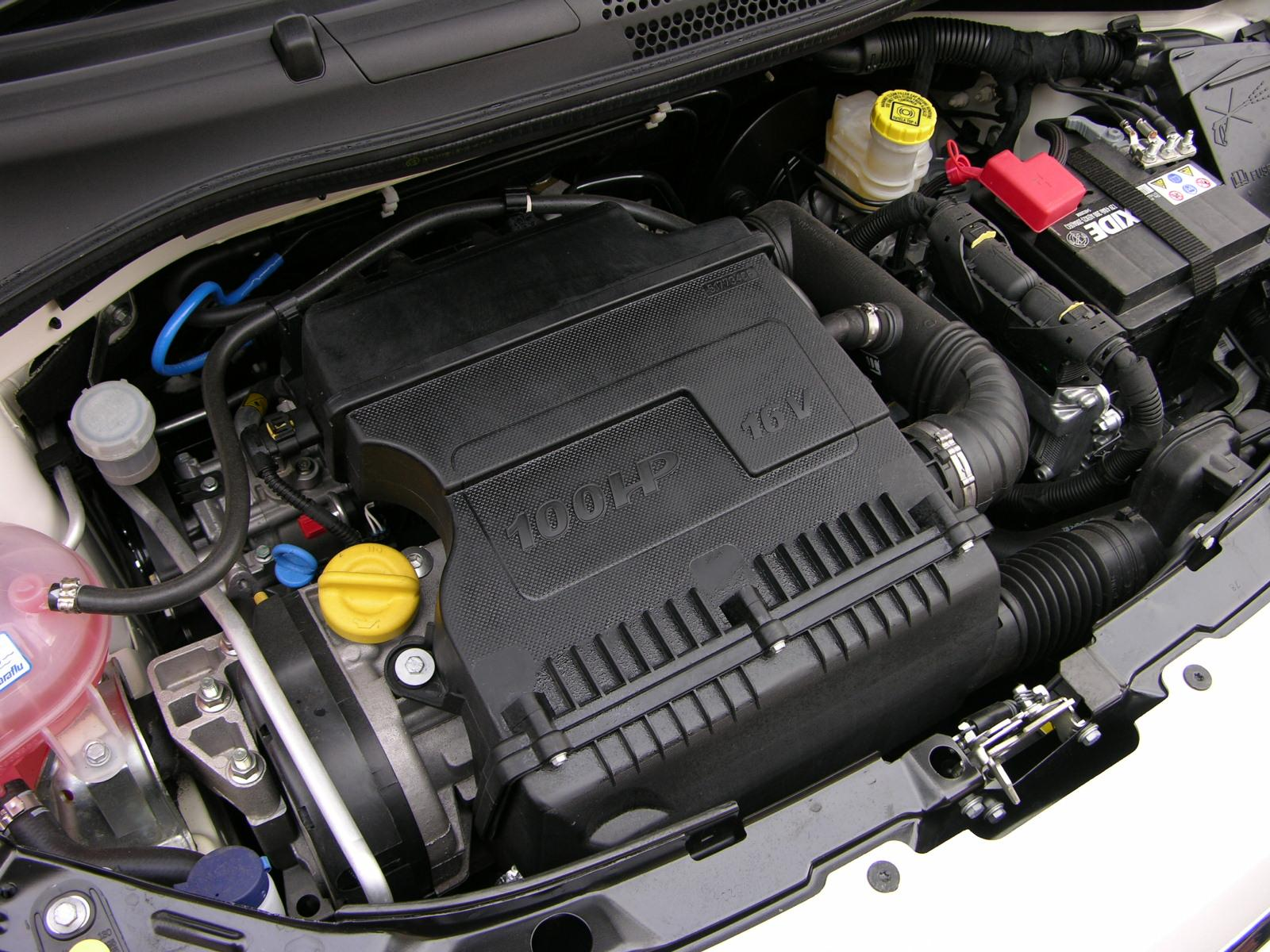
Il motore 1.4 FIRE a 16 valvole nella versione da 100 CV, montata in questo caso sotto il cofano di una 500.

- Fiat Punto II 1.4 16V (95 CV, 2003-2005);
- Lancia Ypsilon 1.4 16V (95 CV, 2003-2010);
- Fiat Idea 1.4 16V (95 CV, 2003-2011);
- Fiat Stilo 1.4 16V 6Speed (95 CV, 2003-2007);
- Lancia Musa 1.4 16V (95 CV, 2004-2012);
- Fiat Panda 100HP (101 CV, 2006-2010);
- Fiat Bravo 1.4 16V (90 CV, 2007-2013);
- Fiat 500 1.4 16V (100 CV, 2007-2013).

Una versione particolare del 1.4 da 90 CV a doppia alimentazione benzina-GPL è stata prodotta dal 2009 al 2013 per la Fiat Bravo.
Il 1.4 FIRE 16V Starjet, disponibile esclusivamente in versione da 95 CV di potenza e che ha gradualmente rimpiazzato il 1.4 base, è stato invece utilizzato da:
- Fiat Grande Punto 1.4 Starjet (2006-2008, fino al 2009 all'estero);
- Alfa Romeo Mito 1.4 16V (78 CV, 2008-2011);
- Alfa Romeo Mito 1.4 16V (95 CV, 2008-2011, non disponibile in Italia);
- Fiat Doblò 1.4 16V (2009-2018);
- Fiat 500L 1.4 16V (2012-);
- Fiat Tipo/Aegea 1.4 16V (2015-, dal 2021 solo in Turchia).

Il 1.4 T-JET, lanciato per la prima volta nel 2007, è stato reso disponibile in più varianti di potenza (partendo da 105 CV fino a raggiungere, sotto il cofano dell'Abarth 695 biposto del 2014 il record di potenza di 190 CV per un'auto stradale mossa da un motore FIRE) ed è stato utilizzato da:
- Fiat Grande Punto 1.4 T-JET (120 CV, 2007-2009);
- Abarth Grande Punto (155 CV, 2007-2010; 180 CV, 2009-2010);
- Fiat Bravo 1.4 T-JET (120 CV, 2007-2013; 150 CV, 2007-2010);
- Fiat Linea 1.4 T-JET (120 CV, 2007-2012);
- Lancia Delta 1.4 TurboJet (120 CV, 2008-2013; 150 CV, 2007-2010);
- Abarth 500 (135 CV, 2008-2013; 140 CV, 2012-2016; 145 CV, 2016-2022; 160 CV, 2008-2019; 165 CV, 2016-; 180 CV, 2010-; 190 CV, 2014-2018)
- Alfa Romeo MiTo 1.4 TB (120 CV, 2008-2009; 155 CV, 2008-2010);
- Fiat Doblò 1.4 T-JET (2009-2020);
- Alfa Romeo Giulietta (105 CV, 2012-2016; 120 CV, 2010-2020);
- Fiat 500L 1.4 T-JET (120 CV, 2014-2018);
- Fiat Tipo/Aegea 1.4 T-JET (120 CV, 2016-2020).

Il 1.4 T-JET da 120 CV è stato disponibile, con i marchi FIAT, Alfa Romeo, Lancia e Jeep, anche in varianti bi-fuel a benzina e GPL commercializzate soprattutto sul territorio italiano. Esse sono:
- Lancia Delta 1.4 Ecochic (2009-2014);
- Alfa Romeo MiTo 1.4 Turbo GPL (2010-2018);
- Alfa Romeo Giulietta 1.4 Turbo GPL (2012-2018);
- Fiat 500L 1.4 T-JET GPL (2014-2018);
- Fiat Tipo 1.4 T-JET GPL (2016-2018);
- Fiat 500X 1.4 T-JET GPL (2017-2018);
- Jeep Renegade 1.4T GPL (2017-2018).

Tutte le varianti GPL del 1.4 T-JET, grazie alle quali anche i crossover Fiat 500X e Jeep Renegade (l'impianto GPL di serie è un primato assoluto per il marchio americano) hanno usufruito di tale motore, sono uscite di produzione senza essere sostituite nel 2018 con l'arrivo delle normative antinquinamento Euro 6D-Temp. Al contrario, il 1.4 T-JET bi-fuel a metano usato solo sul Doblò è stato in produzione dal 2010 al 2020.
La tabella sottostante offre una panoramica sulle varie versioni del motore 1.4 FIRE 16V utilizzate sul mercato europeo, sia in versione aspirata che in versione T-JET.
| Motore FIRE 1400 16V (Europa) |                                                |                          |                |               |                           | |                    |
| Variante                      | Alimentazione                                  | Rapporto di compressione | Potenza CV/rpm | Coppia Nm/rpm | Normativa antinquinamento | Applicazioni | Anni di produzione |
| FIRE 1400 16V                 | Iniezione multipoint fasata                    | 11:1                     | 90/5500        | 128/4500      | Euro 4                    | Fiat Bravo 1.4 16V (2007-2009) | 2007-09            |
| FIRE 1400 16V                 | Iniezione multipoint fasata                    | 11:1                     | 90/5500        | 128/4500      | Euro 5                    | Fiat Bravo 1.4 16V (2009-2013) | 2009-13            |
| FIRE 1400 16V                 | Iniezione multipoint fasata                    | 11:1                     | 95/5800        | 128/4500      | Euro 3                    | Fiat Idea 1.4 16V (2003-2004) | 2003-04            |
| FIRE 1400 16V                 | Iniezione multipoint fasata                    | 11:1                     | 95/5800        | 128/4500      | Euro 4                    | Fiat Idea 1.4 16V (2003-2009), Fiat Punto 1.4 16V (2003-2005), Fiat Stilo 1.4 (2003-2007), Lancia Ypsilon 1.4 16V (2003-2010), Lancia Musa 1.4 16V (2004-2010)        | 2003-10            |
| FIRE 1400 16V                 | Iniezione multipoint fasata                    | 11:1                     | 95/5800        | 128/4500      | Euro 5                    | Fiat Idea 1.4 16V (2009-2011), Lancia Musa 1.4 16V (2009-2013) | 2009-13            |
| FIRE 1400 16V                 | Iniezione multipoint fasata                    | 11:1                     | 100/6000       | 131/4250      | Euro 4                    | Fiat 500 1.4 16V | 2007-08            |
| FIRE 1400 16V                 | Iniezione multipoint fasata                    | 11:1                     | 100/6000       | 131/4250      | Euro 5                    | Fiat 500 1.4 16V | 2009-13            |
| FIRE 1400 16V                 | Iniezione multipoint fasata                    | 11:1                     | 101/6000       | 131/4250      | Euro 4                    | Fiat Panda 100HP | 2006-10            |
| FIRE 1400 16V StarJet         | Iniezione multipoint fasata                    | 11:1                     | 79/6000        | 120/4750      | Euro 4                    | Alfa Romeo MiTo 1.4 16V 78 CV (solo in Italia) | 2008-09            |
| FIRE 1400 16V StarJet         | Iniezione multipoint fasata                    | 11:1                     | 79/6000        | 120/4750      | Euro 5                    | Alfa Romeo MiTo 1.4 16V 78 CV (solo in Italia) | 2009-11            |
| FIRE 1400 16V StarJet         | Iniezione multipoint fasata                    | 11:1                     | 95/6000        | 125/4500      | Euro 4                    | Fiat Grande Punto 1.4 StarJet (2006-2009, fino al 2008 in Italia) | 2006-09            |
| FIRE 1400 16V StarJet         | Iniezione multipoint fasata                    | 11:1                     | 95/6000        | 129/4500      | Euro 4                    | Alfa Romeo MiTo 1.4 16V (non in Italia) | 2008-09            |
| FIRE 1400 16V StarJet         | Iniezione multipoint fasata                    | 11:1                     | 95/6000        | 127/4500      | Euro 5                    | Fiat Doblò 1.4 16V (2009-2014) | 2009-14            |
| FIRE 1400 16V StarJet         | Iniezione multipoint fasata                    | 11:1                     | 95/6000        | 129/4500      | Euro 5                    | Alfa Romeo MiTo 1.4 16V (non in Italia) | 2009-11            |
| FIRE 1400 16V StarJet         | Iniezione multipoint fasata                    | 11:1                     | 95/6000        | 127/4500      | Euro 6                    | Fiat 500L 1.4 16V (2012-), Fiat Doblò 1.4 16V (2015-2018), Fiat Tipo 1.4 16V (2015-, dal 2021 solo in Turchia)                                                        | 2012-              |
| FIRE 1400 16V T-JET           | Iniezione multipoint fasata + turbocompressore | 9,8:1                    | 105/5000       | 206/1750      | Euro 5                    | Alfa Romeo Giulietta 1.4 T-JET 105 CV | 2012-14            |
| FIRE 1400 16V T-JET           | Iniezione multipoint fasata + turbocompressore | 9,8:1                    | 105/5000       | 206/1750      | Euro 6                    | Alfa Romeo Giulietta 1.4 T-JET 105 CV | 2014-16            |
| FIRE 1400 16V T-JET           | Iniezione multipoint fasata + turbocompressore | 9,8:1                    | 120/5000       | 206/1750      | Euro 4                    | Fiat Bravo 1.4 T-JET 120 CV (2007-2010), Fiat Grande Punto T-JET (2007-2009), Lancia Delta 1.4 T-JET 120 CV (2008-2010), Alfa Romeo Mito 1.4 T-JET 120 CV (2008-2009) | 2007-10            |
| FIRE 1400 16V T-JET           | Iniezione multipoint fasata + turbocompressore | 9,8:1                    | 120/5000       | 206/1750      | Euro 5                    | Fiat Bravo 1.4 T-JET 120 CV (2010-2013), Lancia Delta 1.4 T-JET 120 CV (2009-2013), Alfa Romeo Mito 1.4 GPL (2009-2014)                                               | 2009-14            |
| FIRE 1400 16V T-JET           | Iniezione multipoint fasata + turbocompressore | 9,8:1                    | 120/5000       | 206/2000      | Euro 5                    | Fiat Doblò 1.4 T-JET | 2010-14            |
| FIRE 1400 16V T-JET           | Iniezione multipoint fasata + turbocompressore | 9,8:1                    | 120/5000       | 215/2500      | Euro 5                    | Alfa Romeo Giulietta 1.4 T-JET 120 CV | 2009-14            |
| FIRE 1400 16V T-JET           | Iniezione multipoint fasata + turbocompressore | 9,8:1                    | 120/5000       | 206/1750      | Euro 6                    | Lancia Delta 1.4 T-JET (2014), Fiat Tipo T-JET GPL (2016-2018), Fiat 500X T-JET GPL (2017-2018)                                                                       | 2014-18            |
| FIRE 1400 16V T-JET           | Iniezione multipoint fasata + turbocompressore | 9,8:1                    | 120/5000       | 206/2000      | Euro 6                    | Fiat Doblò 1.4 T-JET | 2014-20            |
| FIRE 1400 16V T-JET           | Iniezione multipoint fasata + turbocompressore | 9,8:1                    | 120/5000       | 206/2500      | Euro 6                    | Fiat Tipo 1.4 T-JET | 2017-20            |
| FIRE 1400 16V T-JET           | Iniezione multipoint fasata + turbocompressore | 9,8:1                    | 120/5000       | 215/2500      | Euro 6                    | Alfa Romeo Giulietta 1.4 T-JET 120 CV (2013-2020), Fiat 500L 1.4 T-JET (2014-2018), Jeep Renegade 1.4 GPL (2017-2018)                                                 | 2013-20            |
| FIRE 1400 16V T-JET           | Iniezione multipoint fasata + turbocompressore | 10,8:1                   | 135/5500       | 206/3000      | Euro 4                    | Abarth 500/500C (cambio manuale) | 2008-09            |
| FIRE 1400 16V T-JET           | Iniezione multipoint fasata + turbocompressore | 10,8:1                   | 135/5500       | 206/3000      | Euro 5                    | Abarth 500/500C (cambio manuale) | 2009-13            |
| FIRE 1400 16V T-JET           | Iniezione multipoint fasata + turbocompressore | 10,8:1                   | 135/5500       | 206/3000      | Euro 6                    | Abarth 500/500C (cambio manuale) | 2014-15            |
| FIRE 1400 16V T-JET           | Iniezione multipoint fasata + turbocompressore | 10,8:1                   | 140/5500       | 206/3000      | Euro 5                    | Abarth 500/500C MTA | 2010-13            |
| FIRE 1400 16V T-JET           | Iniezione multipoint fasata + turbocompressore | 10,8:1                   | 140/5500       | 206/2000      | Euro 6                    | Abarth 500/500C MTA (2014-2015), Abarth 595/595C Custom (2015-2016)                                                                                                   | 2014-16            |
| FIRE 1400 16V T-JET           | Iniezione multipoint fasata + turbocompressore | 9,8:1                    | 145/5500       | 206/3000      | Euro 6                    | Abarth 595/595C | 2016-22            |
| FIRE 1400 16V T-JET           | Iniezione multipoint fasata + turbocompressore | 9,8:1                    | 150/5500       | 230/3000      | Euro 4                    | Fiat Bravo T-JET 150 (2007-2010), Lancia Delta Turbojet 150 (2008-2010)                                                                                               | 2007-10            |
| FIRE 1400 16V T-JET           | Iniezione multipoint fasata + turbocompressore | 9,8:1                    | 155/5500       | 230/3000      | Euro 4                    | Abarth Grande Punto (2007-2010), Alfa Romeo MiTo 1.4T 155 CV (2008)                                                                                                   | 2007-10            |
| FIRE 1400 16V T-JET           | Iniezione multipoint fasata + turbocompressore | 9,8:1                    | 155/5500       | 230/3000      | Euro 5                    | Alfa Romeo MiTo 1.4T 155 CV | 2007-10            |
| FIRE 1400 16V T-JET           | Iniezione multipoint fasata + turbocompressore | 9,8:1                    | 160/5750       | 230/3000      | Euro 5                    | Abarth 500/500C esseesse | 2009-11            |
| FIRE 1400 16V T-JET           | Iniezione multipoint fasata + turbocompressore | 9,8:1                    | 160/5500       | 230/3000      | Euro 5                    | Abarth 595/595C Competizione (2011-2014) | 2009-14            |
| FIRE 1400 16V T-JET           | Iniezione multipoint fasata + turbocompressore | 9,8:1                    | 160/5500       | 230/3000      | Euro 6                    | Abarth 595/595C Turismo (2014-16), Abarth 595/595C Pista (2016-2019)                                                                                                  | 2014-19            |
| FIRE 1400 16V T-JET           | Iniezione multipoint fasata + turbocompressore | 9:1                      | 165/5500       | 230/3000      | Euro 6                    | Abarth 595/595C Pista (2019-), Abarth 595/595C Turismo (2016-), Abarth 595/595C F595 (2022-2023)                                                                      | 2016-              |
| FIRE 1400 16V T-JET           | Iniezione multipoint fasata + turbocompressore | 9,8:1                    | 179/5750       | 270/3000      | Euro 4                    | Abarth Grande Punto esseesse | 2009-10            |
| FIRE 1400 16V T-JET           | Iniezione multipoint fasata + turbocompressore | 9,8:1                    | 180/5500       | 250/3000      | Euro 5                    | Abarth 695/695C (varie serie speciali) | 2009-14            |
| FIRE 1400 16V T-JET           | Iniezione multipoint fasata + turbocompressore | 9:1                      | 180/5500       | 250/3000      | Euro 6                    | Abarth 595/595C Competizione (2014-), Abarth 695/695C (varie serie speciali, 2017-)                                                                                   | 2014-              |
| FIRE 1400 16V T-JET           | Iniezione multipoint fasata + turbocompressore | 9:1                      | 190/5500       | 250/3000      | Euro 6                    | Abarth 695 Biposto | 2014-18            |

##### Nel resto del mondo
Il motore 1.4 FIRE 16V è stato utilizzato nel resto del mondo principalmente nella sua versione turbocompressa T-JET. Questo motore, infatti, ha avuto vari impieghi su prodotti FIAT destinati a mercati extraeuropei, come le versioni sudamericane e indiane delle Fiat Punto, le versioni sudamericane delle Fiat Linea e Bravo e le compatte Fiat Viaggio e Ottimo vendute dal 2012 al 2017 nel solo mercato cinese. Il motore 1.4 T-JET non è attualmente utilizzato da nessun veicolo, in quanto FIAT nel 2017 si è ritirata dalla Cina e l'anno successivo dall'India, mentre in Sud America il T-JET è stato rimpiazzato dai motori E-Torq prima e dai FireFly 1.0 e 1.3 turbocompressi poi. Altre applicazioni del 1.4 T-JET al di fuori dell'Europa si hanno sotto il cofano della Jeep Renegade prodotta dal 2016 al 2020 in Cina.

## Veicoli motorizzati FIRE in ordine cronologico
- Autobianchi Y10 (1985) 999-1108
- Fiat Uno (1986) 999-1108
- Fiat Panda (1986) 750-999-1108
- Fiat Tipo (1988) 1108
- Fiat Punto (1993) 1108-1242
- Fiat Cinquecento (1994) 1108
- Fiat Bravo/Brava (1995) 1242
- Lancia Y (1996) 1108-1242
- Fiat Palio (1997) 1242-1368

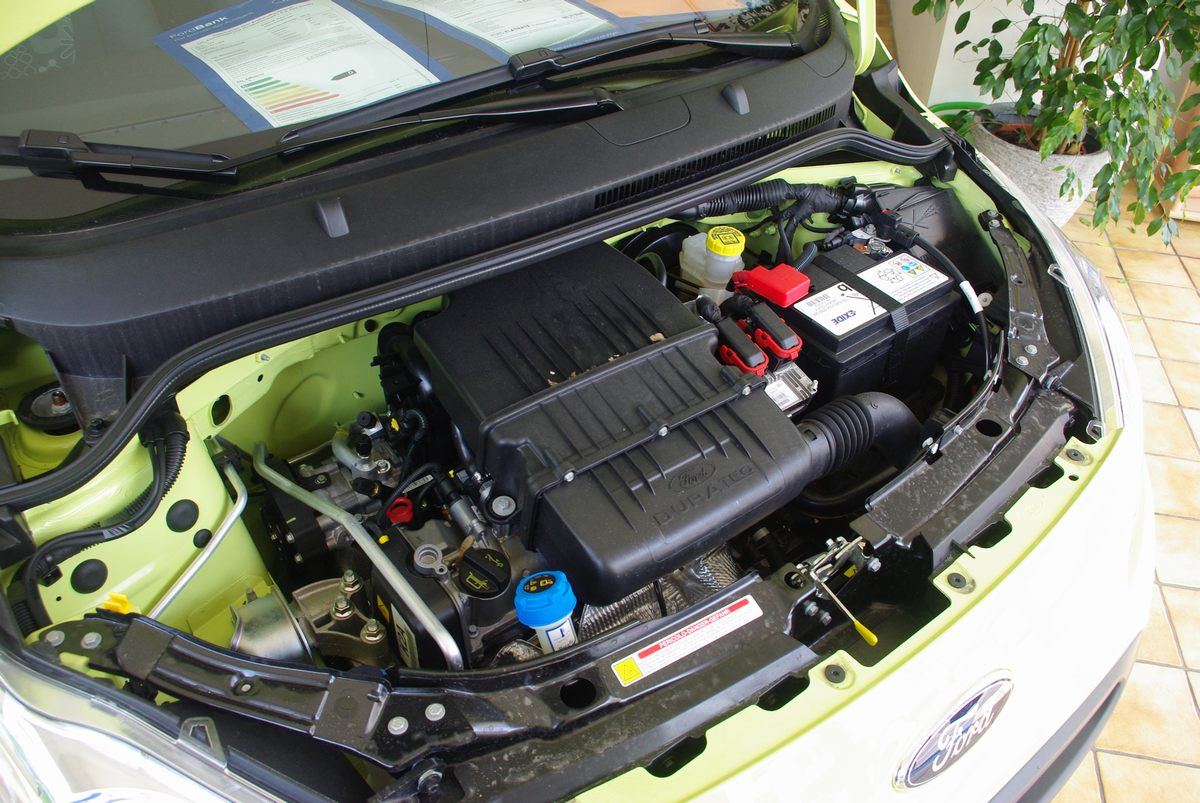
Il motore 1.2 Duratec della seconda serie della Ka, prodotta dal 2008 al 2016, altro non era se non il FIRE 1.2 rimarchiato per via della nomenclatura dei motori Ford.

- Fiat Marea (1998, solo in alcuni mercati) 1 242
- Fiat Seicento (1998) 1108
- Fiat Punto (1999) 1242-1368
- Fiat Stilo (2001) 1242-1368
- Fiat Albea (2002, solo in alcuni mercati) 1 242-1368
- Fiat Panda (2003) 1108-1242-1368
- Fiat Idea (2003) 1242-1368
- Lancia Ypsilon (2003) 1242-1368
- Lancia Musa (2004) 1368
- Fiat Grande Punto (2005) 1172-1242-1368
- Fiat Bravo (2007) 1368
- Fiat 500 (2007) 1242-1368
- Lancia Delta (2008) 1368
- Fiat Qubo (2008) 1368
- Alfa Romeo MiTo (2008) 1368
- Ford Ka (2008) 1242
- Tata Indica Vista (2008) 1172-1368
- Tata Indigo Manza (2009) 1368
- Alfa Romeo Giulietta (2010) 1368
- Lancia Ypsilon (2011) 1242
- Fiat Punto (2012) 1242-1368
- Fiat Panda (2012) 1242
- Fiat 500L (2012) 1368
- Fiat 500X (2014) 1368
- Jeep Renegade (2014) 1368
- Fiat Tipo (2015) 1368
- Fiat 124 Spider (2016) 1368
- Jeep Compass (2016) 1368